# Regiony historyczne Polski
Regiony historyczne Polski – obszary leżące w obrębie państwa polskiego, ukształtowane na przestrzeni wieków przez wspólną historię, kulturę i istniejące historycznie powiązania społeczne, gospodarcze i polityczne, oraz posiadające cechy odróżniające je od innych obszarów kraju. Przemożny wpływ na kształtowanie się regionów historycznych mają istniejące w danym czasie podziały administracyjne i polityczne, które wpływają na budowanie więzi społeczno-gospodarczych, rozwój sieci osadniczej czy z czasem na wytworzenie się świadomości regionalnej. Proces kształtowania polskich regionów historycznych rozpoczął się wraz z powstaniem państw plemiennych i narodzinami monarchii Piastów w IX–X wieku i był ściśle związany z historią polskiej państwowości i podziałem administracyjnym kraju aż do upadku I Rzeczypospolitej w XVIII wieku. Ciągłość rozwoju poszczególnych regionów została poważnie zakłócona w wyniku rozbiorów, a także znaczących zmian politycznych i ludnościowych (migracje, repatriacje) po pierwszej i zwłaszcza po II wojnie światowej. Granice regionów historycznych w Polsce są często przedmiotem dyskusji, a poczucie przynależności regionalnej ich mieszkańców niejednorodne na obszarze kraju.

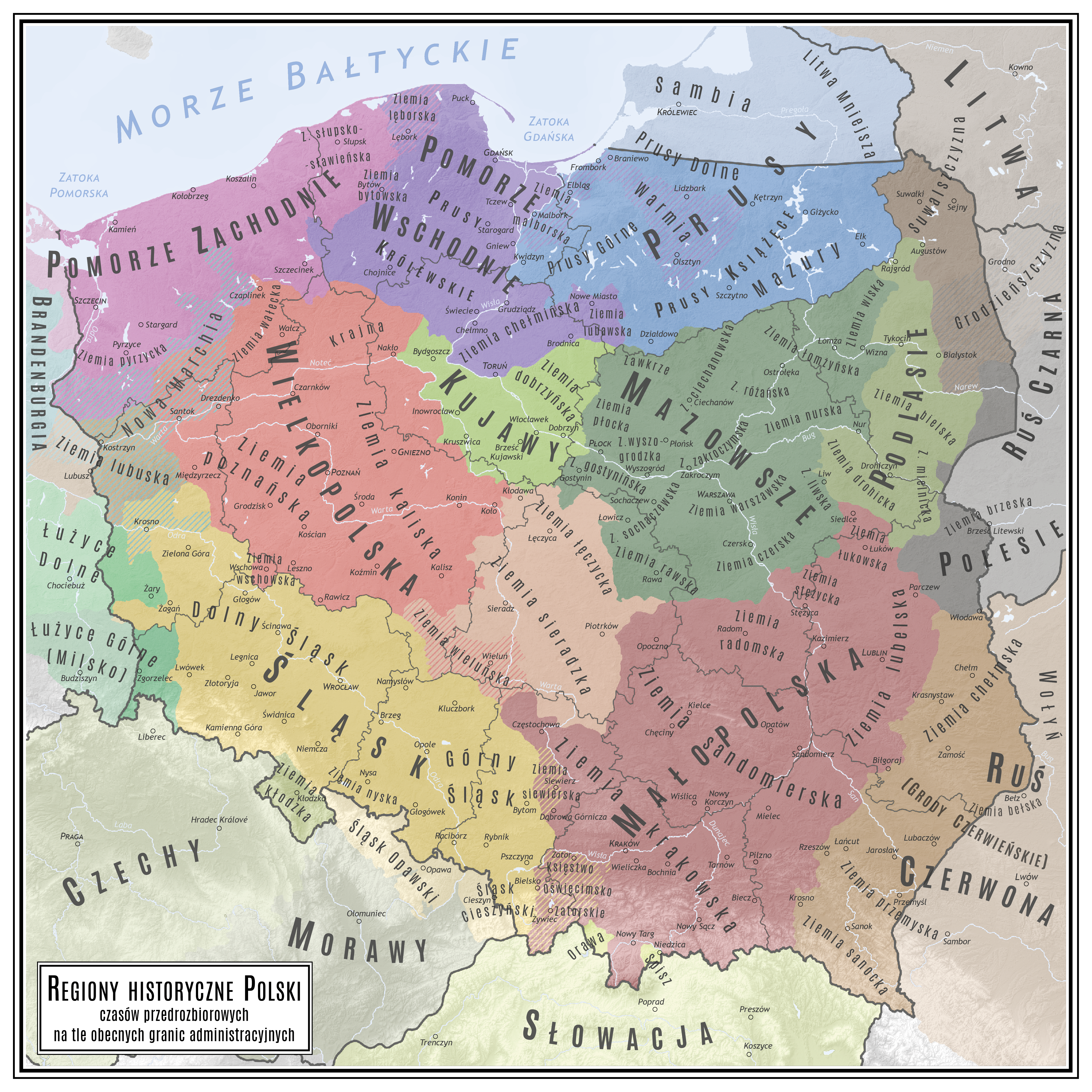
Przedrozbiorowe krainy historyczne Polski na tle współczesnych granic administracyjnych

## Pochodzenie nazw i kształtowanie się regionów

### Czasy plemienne i wczesnopiastowskie

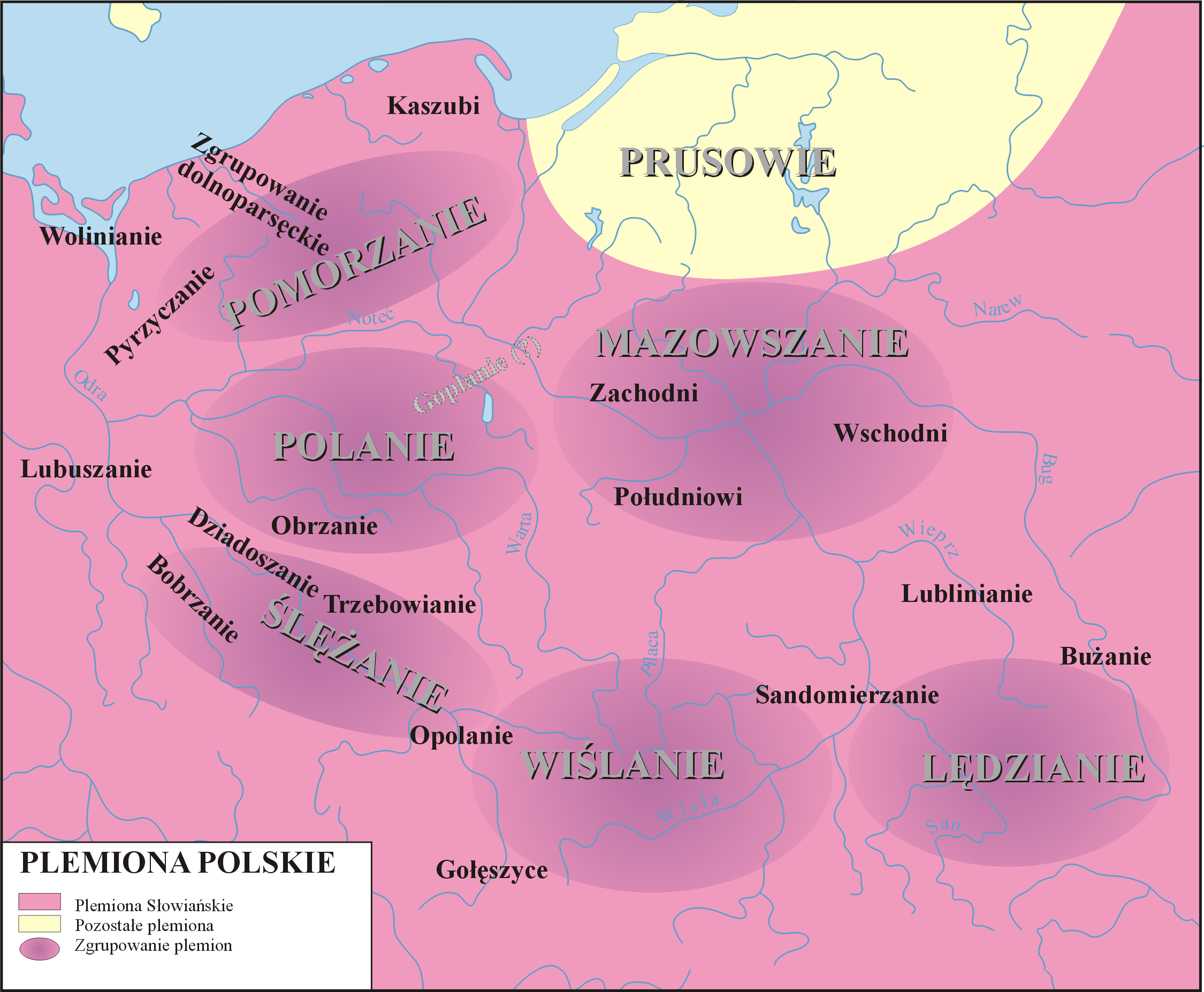
Rozmieszczenie głównych plemion polskich

Początki głównych regionów historycznych sięgają czasów plemiennych i są powiązane z rozwojem osadnictwa wokół naturalnych osi geograficznych, jakimi są na ziemiach polskich rzeki: Odra, Wisła i ich główne dopływy. To wzdłuż dolin rzecznych i dorzeczy koncentrowało się wczesnośredniowieczne osadnictwo, a co za tym idzie życie gospodarcze i polityczne, organizowały się związki plemienne, które następnie dały początek pierwszym regionom. W każdym z nich rozwinął się z czasem główny ośrodek – gród, który później często stawał się stolicą regionu i jego głównym miastem. Natomiast obszary położone na wododziałach były zaludniane najpóźniej i stawały się pograniczami pomiędzy głównymi regionami. Dlatego też tereny Polski centralnej stanowiły paradoksalnie regiony peryferyjne głównych plemion polskich osiadłych nad dolinami większych rzek. W okresie wczesnopiastowskim powstało sześć głównych regionów historycznych, które funkcjonowały w ramach państwa polskiego lub krajów sąsiednich aż do czasów rozbiorów.

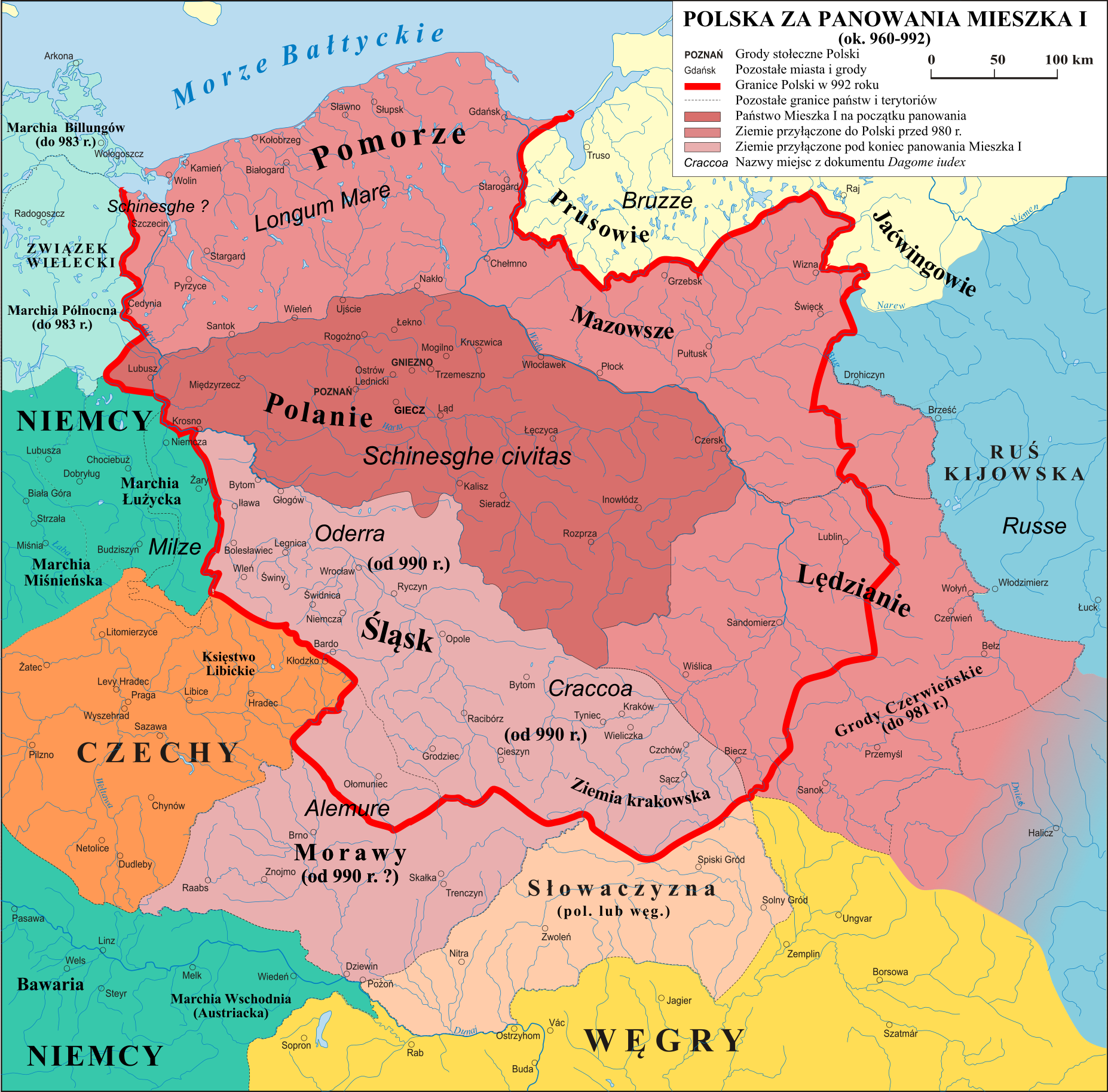
Prawdopodobny zasięg państwa Mieszka I

Nad środkową Wartą (głównym dopływem Odry) rozwinęło się państewko plemienne Polan, od którego powstała nazwa Polski. Początkowo nazwa Polska (łac. Polonia) była używana zarówno dla określenia całego państwa, jak i samej dziedziny Polan. Później (sporadycznie w XIII, stale od XIV wieku), dla odróżnienia pojęć zaczęto dzielnicę zwać Wielkopolską (łac. Polonia Maior) podkreślając jej starszeństwo, najważniejszą rangę. Z głównych grodów Polan początkowo prym wiodło Gniezno, ale ostatecznie stołeczną funkcję przejął położony nad Wartą Poznań. Nad środkową Wisłą osiadły plemiona Mazowszan, których nazwa, tak jak i krainy Mazowsza (łac. Masovia) wywodzi się od słowa Mazow oznaczającego ‘człowieka mieszkającego w błotach’, lub ‘błotnisty kraj’. Ich głównymi grodami w średniowieczu były Płock i Czersk. Natomiast górną Wisłę (i jej dopływ San) zamieszkiwały plemiona Wiślan i Lędzian. Początkowo nie powstała żadna nazwa na określenie tych ziem, a w dokumentach wymieniane są tylko grody, głównie Kraków i Sandomierz. Znacznie później (w XV wieku) zaczęto je nazywać Małopolską (łac. Polonia Minor), czyli „Polską Młodszą”, w opozycji do drugiej z głównych dzielnic odtworzonego królestwa – Wielkopolski. Niemniej wśród badaczy nie ma pełnej zgodności co do dokładnej etymologii obydwu nazw. Plemiona osiadłe nad górną Odrą dały początek Śląskowi (łac. Silesia) – którego nazwa pochodzi od miana jednego z nadoodrzańskich plemion – Ślężan. Nad Odrą powstał główny gród regionu, a później historyczna stolica dzielnicy śląskiej – Wrocław. Plemiona pomorskie zamieszkujące obszar nad Bałtykiem dały początek dwóm dzielnicom pomorskim, które od początku rozwijały się niezależnie. U ujścia Odry, wokół Zatoki Pomorskiej i Zalewu Szczecińskiego powstało Pomorze Zachodnie (łac. Pomerania), gdzie początkowo przodującą role odgrywał Wolin, ale z czasem stolicą księstwa pomorskiego i regionu stał się nadodrzański Szczecin. Natomiast u ujścia Wisły, nad zatoką zwaną dziś Gdańską ulokowane było Pomorze Wschodnie (łac. Pomerelia), którego w czasach przedpiastowskich najważniejszym ośrodkiem było Truso, zastąpione pod koniec X wieku przez założony prawdopodobnie przez Piastów Gdańsk. W tytulaturze książąt gdańskich i szczecińskich nazwa Pomorze pojawia się od XIII wieku.
Ponieważ monarchia wczesnopiastowska nie znała podziału administracyjnego kraju w jego dzisiejszym rozumieniu, władza sprawowana była dzięki kontroli nad siecią grodów (Gall Anonim wymienia pięć głównych siedzib królestwa: Kraków, Sandomierz, Wrocław, Płock i Gniezno). Administracja miała przybrać charakter dwustopniowy – na poziomie dzielnicy i okręgu grodowego. Nie budzi wątpliwości istnienie prowincji mazowieckiej, śląskiej, wielkopolskiej, krakowskiej i sandomierskiej, prawdopodobnie istniała też prowincja kalisko-łęczycka. Pomiędzy grodami zwierzchnictwo państwowe było dość luźne. Z tego powodu te pierwsze, ukształtowane na podstawie podziałów plemiennych regiony, nie miały wyraźnie wytyczonych granic. Już w okresie międzywojennym historyk średniowiecza Tadeusz Manteuffel zwrócił uwagę, że dla wieków X–XII nie można w Polsce mówić o granicach linearnych, a raczej strefowych. Te pierwsze dają się wytyczyć najwcześniej w XIII wieku, gdy w wyniku kolonizacji wewnętrznej wzrosła gęstość zaludnienia państwa.

### Okres rozbicia dzielnicowego

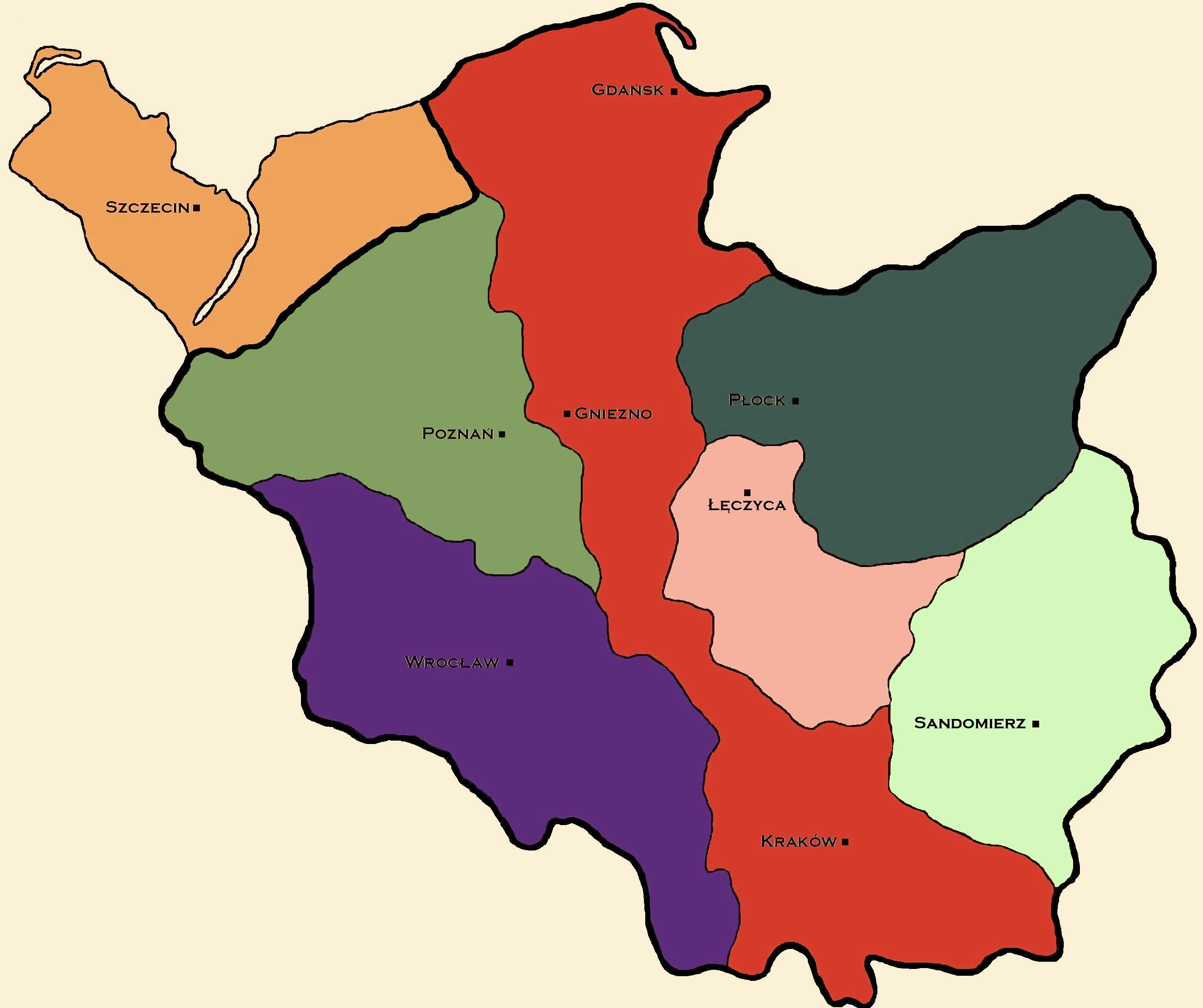
Testament Bolesława Krzywoustego: dzielnica senioralna i działy synów Bolesława

Kluczowy wpływ na dalsze kształtowanie się regionów historycznych w Polsce miał okres rozbicia dzielnicowego. Rozpad władzy centralnej i ustanowienie w zasadzie niezależnych władztw książęcych doprowadziło z jednej strony do utrwalenia się podziału kraju na regiony powiązane z dziedzictwem poszczególnych linii książęcych, a z drugiej do dokładniejszego wytyczenia granic poszczególnych dzielnic, czemu sprzyjał rozwój lokalnej administracji księstw. Zwłaszcza urząd wojewody, początkowo powiązany z osobą księcia, zrósł się później z danym terytorium, co miało w przyszłości stać się podstawą tworzenia województw. Jednocześnie powstały również mniejsze regiony, zarówno w ramach dotychczasowych prowincji, jak i na ich peryferiach. Doszło też do przesunięcia niektórych granic międzydzielnicowych tak, że nie wszędzie już opierały się one o działy wodne i pierwotny zasięg plemiennego osadnictwa. Główny zarys podziału na sześć podstawowych dzielnic został jednak zachowany, nawet jeśli poszczególne dzielnice były wielokrotnie dzielone między kolejne, coraz liczniejsze pokolenia Piastów. Początkowo podział na dzielnice wydawał się być zakłócony ciągnąca się z północy na południe dzielnicą senioralną, która zgodnie z testamentem Bolesława Krzywoustego miała każdorazowo być pod kontrolą seniora i zapewniać mu dostęp do wszystkich dzielnic młodszych członków dynastii. Rozciągała się ona od Pomorza Gdańskiego, przez Gniezno, Kalisz, Łęczycę i Sieradz, po Kraków; w jej skład miała wchodzić też Ziemia łęczycko-sieradzka (prowincja łęczycka / księstwo łęczyckie), którą początkowo otrzymała jako oprawę wdowią księżna Salomea. Szybki upadek zasady senioratu i emancypacja poszczególnych książąt dzielnicowych doprowadziła do rozpadu tej dzielnicy i albo powrotu jej ziem do sąsiednich prowincji, albo powstania nowych, pogranicznych jednostek terytorialnych.

#### Wielkopolska i ziemie centralne
Po powrocie Gniezna z dzielnicy senioralnej (ostatecznie w roku 1181) Wielkopolska zachowała w tym czasie główny trzon swych ziem. Kilkukrotnie w XIII wieku była dzielona w różnych konfiguracjach, zazwyczaj między 2-3 Piastów z linii wielkopolskiej. Choć linie tych podziałów były zmienne i ostatecznie nietrwałe, z czasem wykształciły się w ich wyniku dwie główne ziemie Wielkopolski: Ziemia poznańska i kaliska. Odpadło jednak od niej północno-zachodnie pogranicze, opanowane w XIII wieku przez Brandenburgię, która wciskając się między Wielkopolskę a Pomorze Zachodnie ustanowiła na tym terenie Nową Marchię, która stała się jednym z rozsadników niemieckiej ekspansji na wschód od Odry.
Pas ziem centralnych składał się z Ziemi łęczyckiej (łac. Terra Lanciciensis), Ziemi sieradzkiej (łac. Terra Siradiae) i Ziemi wieluńskiej (łac. Terra Velumensis). Ziemia łęczycka i Ziemia sieradzka jeszcze razem jako prowincja łęczycka stanowiły część dzielnicy senioralnej, a w latach 1228/9-1247 za rządów Konrada I mazowieckiego jako księstwo łęczyckie były powiązane z Mazowszem. W okresie dzielnicowym (w roku 1263) utrwaliła się odrębność Ziemi sieradzkiej od Ziemi łęczyckiej (poprzez wydzielenie księstwa sieradzkiego z księstwa łęczyckiego). W XIV wieku ustaliła się także odrębność Ziemi wieluńskiej (rudzkiej), która do końca XIII wieku stanowiła południowo-wschodnie rubieże Wielkopolski. Ziemia wieluńska została powiązana z Ziemią sieradzką od I połowy XV w. poprzez tworzenie wspólnego województwa sieradzkiego.
Większość Kujaw (łac. Cuiavia) było początkowo połączone z Mazowszem i podlegały mazowieckim książętom dzielnicowym. Północno-zachodnia część Kujaw (księstwo bydgosko-wyszogrodzkie) wchodziła w skład dzielnicy senioralnej. Całość Kujaw znalazła w rękach książąt mazowieckich za rządów Konrada I mazowieckiego. Później Kujawy (łac. Cuiavia) tworzyły de facto trzy odrębne, niewielkie jednostki terytorialne: położone na lewym brzegu Wisły księstwo brzeskokujawskie i księstwo gniewkowskie tworzące właściwe Kujawy, oraz powiązana z nimi, położona na prawym, północnym brzegu Wisły Ziemia dobrzyńska. Władcy wielkopolscy toczyli z książętami kujawskimi długie spory o kasztelanie lędzką, która ostatecznie pozostała częścią ziemi kaliskiej.

#### Mazowsze i Podlasie
Granice wczesnośredniowiecznego Mazowsza są trudne do ustalenia, choć dzisiaj przyjmuje się, że jego zasięg na wschodzie w ramach państwa Mieszka I musiał być znacznie szerszy i sięgać wyraźnie nad Nur, górną Narew i środkowy Bug, zwłaszcza jeśli przyjmie się, że Jaćwież leżała na północ od Biebrzy. Tereny te przeszły pod panowanie Rusi Kijowskiej po buncie Miecława (1039-1047) i z czasem powstał tam typowy pograniczny region – Podlasie (łac. Podlachia), którego nazwę wywodzi się od określenia „pod Lachami”, jak na Rusi określano ludność Polski. W dobie dzielnicowej od Mazowsza odpadły natomiast ziemie na zachodzie: Kujawy (i Ziemia łęczycko-sieradzka / księstwo łęczyckie przejściowo związana z Mazowszem w latach 1228/9-1247) rządzone przez lokalne linie piastowskie, oraz położona na pograniczu z Pomorzem Wschodnim Ziemia chełmińska, na której w 1226 roku książę Konrad mazowiecki osadził Krzyżaków. Pozostała część Mazowsza też ulegała dalszym podziałom, z powodu których z czasem wydzieliły się kolejne ziemie: płocka, rawska, czerska, sochaczewska, ciechanowska czy wiska. Wszystkie one uznawane były wciąż za część dzielnicy mazowieckiej.

#### Małopolska
Choć sama nazwa Małopolski jako całości w dobie rozbicia dzielnicowego jeszcze nie istniała, to losy polityczne i społeczne jej dwóch głównych ziem były ze sobą ściśle związane. Ziemia krakowska najdłużej była traktowana jako część dzielnicy senioralnej, a o stołeczny Kraków zabiegali książęta różnych linii piastowskich. Najczęściej jednak rezydujący w Krakowie władcy byli również panami Ziemi sandomierskiej i te dwie dziedziny stanowiły całość. Natomiast odpadła od Małopolski jeszcze przed rozbiciem dzielnicowym ziemia przemyska (Grody Czerwieńskie) wraz z górnym dorzeczem Bugu i Sanu, które weszły w skład państw ruskich. W XII wieku cofnęła się również granica Małopolski na zachodzie, u źródeł Wisły, gdy książę Kazimierz Sprawiedliwy w wyniku układów politycznych oddał książętom śląskim kasztelanię bytomską i oświęcimską (1179). Granica śląska podeszła w kolejnym stuleciu aż pod sam Kraków i została ustabilizowana dopiero w XV/XVI wieku po likwidacji reliktów rozbicia dzielnicowego: księstwa zatorskiego i oświęcimskiego. Zmiany granic następowały też na północno-zachodnich granicach Małopolski: Ziemia łęczycko-sieradzka (prowincja łęczycka) została odłączona od dzielnicy senioralnej w 1228/9 przez Konrada Mazowieckiego (i jako księstwo łęczyckie przyłączona do Mazowsza w ok. 1231); nieco później w roku 1239 lub 1243 na skutek klęsk Konrada Mazowieckiego w walce o dzielnice sandomierską i krakowską, księstwo łęczyckie utraciło na rzecz Ziemi sandomierskiej trzy kasztelanie zapilczańskie zlokalizowane po prawej stronie Pilicy: małogoską, żarnowską i skrzyńską. Małopolska uniknęła silniejszego rozdrobnienia, poza krótkotrwałym wydzieleniem władztwa wiślickiego utrzymywał się jedynie podział na dwa zwarte bloki ziemi krakowskiej i sandomierskiej.

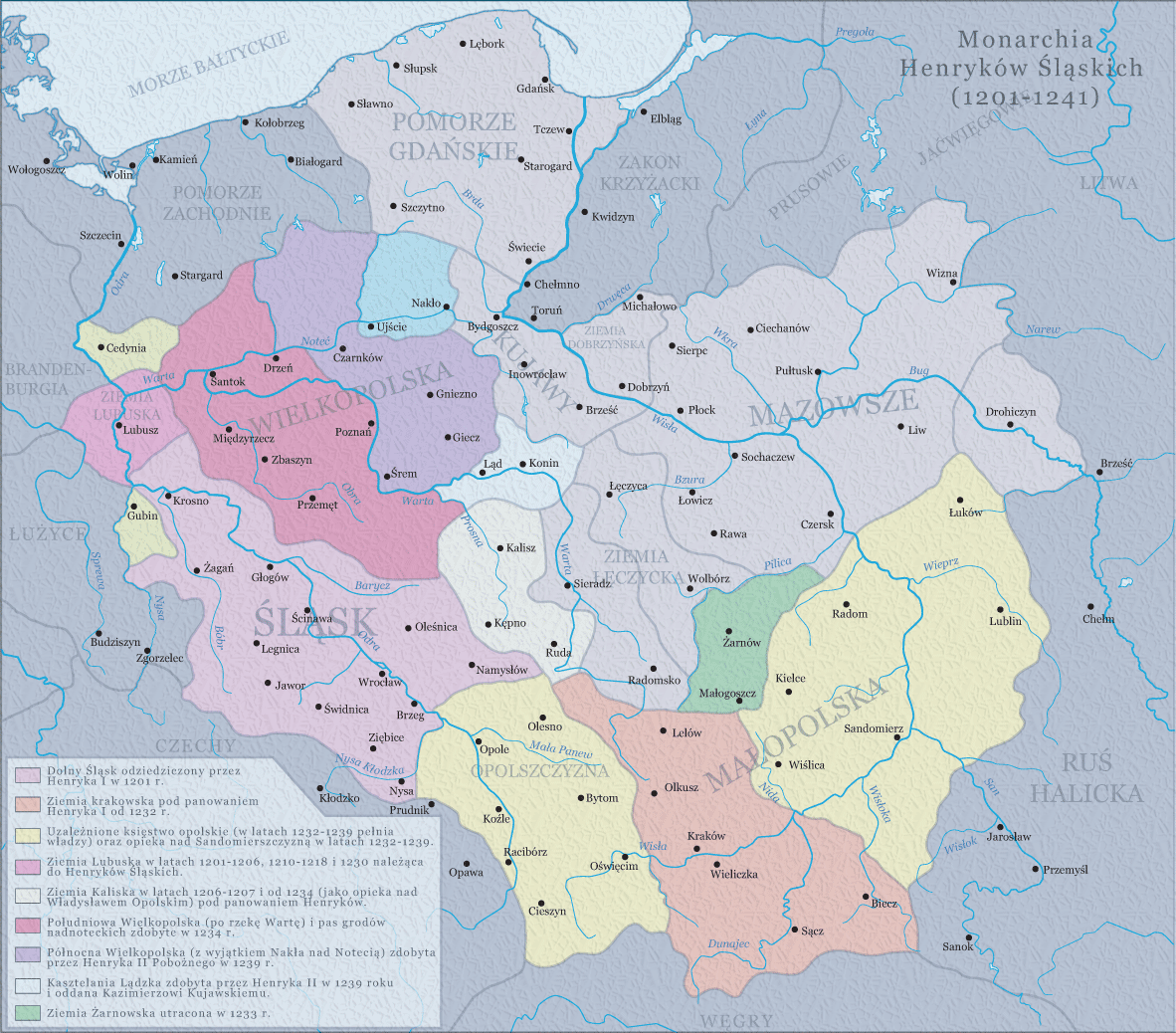
Państwo Henryków śląskich

#### Śląsk
Region śląski przeżył w okresie dzielnicowym najsilniejsze rozdrobnienie. W połowie XIII wieku składał się z 5 księstw, pod koniec tego stulecia – 13, a w wieku XIV już 18. Pomimo tego nie przeniosły się te podziały w trwałe zróżnicowanie Śląska na ziemie, jak to miało miejsce na Mazowszu. Zmianom ulegały natomiast granice całej dzielnicy. Jeszcze w czasach wczesnopiastowskich odpadła południowa część krainy, której nie udało się odzyskać Kazimierzowi Odnowicielowi. W zawartym w 1054 roku układzie w Kwedlinburgu po stronie czeskiej miały zostać duas regiones, które dziś identyfikuje się jako ziemię kłodzką i prowincję golęszycką w Bramie Morawskiej. Ta pierwsza na trwałe przestała być uważana za część Śląska. Druga, choć jej część na stałe pozostała po czeskiej stronie, nadal była traktowana jako ziemia śląska, zwana później od głównego jej ośrodka Śląskiem Opawskim. W XIII wieku utracona została ostatecznie, związana wcześniej ze Śląskiem, ziemia lubuska (łac. terra Lubus), o którą walczyli również książęta wielkopolscy i Brandenburgia. Weszła ona w skład rozbudowywanej przez władców Brandenburgii Nowej Marchii. Na niekorzyść Śląska ułożyła się też jego granica zachodnia, gdzie mimo prób podejmowanych przez księcia Henryka Brodatego utrwaliła się granica z Łużycami w większości na wschód od Nysy Łużyckiej. Poszerzył się natomiast zasięg Śląska na wschodzie, gdzie granica w wiekach XII–XIV sukcesywnie przesuwała się kosztem ziemi krakowskiej. Nietrwałe były natomiast próby włączenia do Śląska ziemi kłodzkiej. Najstabilniejszą pozostała granica północna, gdzie tylko w XIV wieku doszło do korekty granicy na korzyść Wielkopolski, do której Kazimierz III Wielki przyłączył ziemię wschowską. Nie istniał w tym czasie jeszcze podział Śląska na Dolny i Górny, choć historia dwóch jego części przebiegała nieco inaczej i wyraźnie da się odróżnić jego część zachodnią związaną z losami Wrocławia i miast okolicznych, których władcy zawsze tytułowali się książętami śląskimi oraz dzielnicę wschodnią, opolsko–raciborską, której władcy tytułowali się książętami opolskimi. Dopiero w XV wieku utrwaliło się, że nazwa Śląsk dotyczy obydwu tych terytoriów.

#### Pomorze Zachodnie
Krótko związane zależnością lenną od Polski Bolesława Krzywoustego Pomorze Zachodnie szybko się uniezależniło od władzy piastowskiej pod rządami lokalnej dynastii Gryfitów, a z czasem weszło w skład Rzeszy Niemieckiej (1180). Księstwo pomorskie obejmowało wówczas ziemie po obydwu stronach Odry, maksymalnie od wyspy Rugii na zachodzie po Słupsk na wschodzie, choć jego granice dość często się zmieniały. Od południa władztwo pomorskie uszczuplili Brandenburczycy, którzy zajęli znaczny pas przygranicznej ziemi tworząc Nową Marchię i narzucali kilkukrotnie książętom pomorskim zwierzchność lenną. O Rugię musieli z kolei Pomorzanie walczyć z Królestwem Danii. W łonie dynastii Gryfitów dochodziło też do częstych podziałów terytorialnych, z których wyłaniały się księstwa dzielnicowe: szczecińskie, wołogoskie czy słupskie, a przejściowo również inne, pomniejsze władztwa.

#### Pomorze Wschodnie
Położone głównie na lewym brzegu Wisły Pomorze Wschodnie najpierw weszło w skład dzielnicy senioralnej, by później stopniowo uzyskać samodzielność pod rządami lokalnej dynastii Sobiesławiców. W jego granicach przejściowo znalazła się Ziemia słupsko-sławieńska, na dłużej została z nim związana wydzielona pod koniec XIII wieku, pograniczna Ziemia lęborsko-bytowska. Choć i ta dzielnica ulegała dynastycznym podziałom w rodzie Sobiesławiców, ostatecznie zachowała jedność i po wygaśnięciu tego lokalnego rodu, jako cała prowincja trafiła pod panowanie wielkopolskie Przemysła II (1294). A po jego nagłej śmierci (1296) stała się obiektem sporów i najazdów ze strony Brandenburgii, Zakonu krzyżackiego, a nawet przejściowo króla Czech i Polski Wacława II. Ostatecznie rywalizację tę wygrali Krzyżacy, którzy od 1308 roku stali się niepodzielnymi władcami całej prowincji.

#### Prusy
Ziemie zamieszkałe przez Prusów leżąc w zlewisku Zalewu Wiślanego i Zatoki Gdańskiej geograficznie tworzą jedną całość z Pomorzem Wschodnim. Jednak zasiedlone przez wrogie Piastom bałtyckie plemiona, od początku historii Polski tworzyły niezależną prowincję u jej północno-wschodnich granic. Władcy piastowscy już od czasów Bolesława Chrobrego i misji św. Wojciecha usiłowali Prusów schrystianizować i podbić, lecz bezskutecznie. W końcu dokonali tego sprowadzeni przez księcia mazowieckiego Krzyżacy, tworząc na ziemiach podbitych plemion pruskich własne państwo. W ten sposób cały obszar dolnej Wisły i bezpośredniego zlewiska został zjednoczony w jednym państwie i choć sami Prusowie jako lud bałtycki zostali eksterminowani, to pozostawili nazwę krainy, której zasięg wraz z podbojami krzyżackimi został poszerzony o wcześniej polskie tereny Pomorza Gdańskiego i ziemi chełmińskiej.

## Utrwalenie się tradycyjnego podziału regionalnego

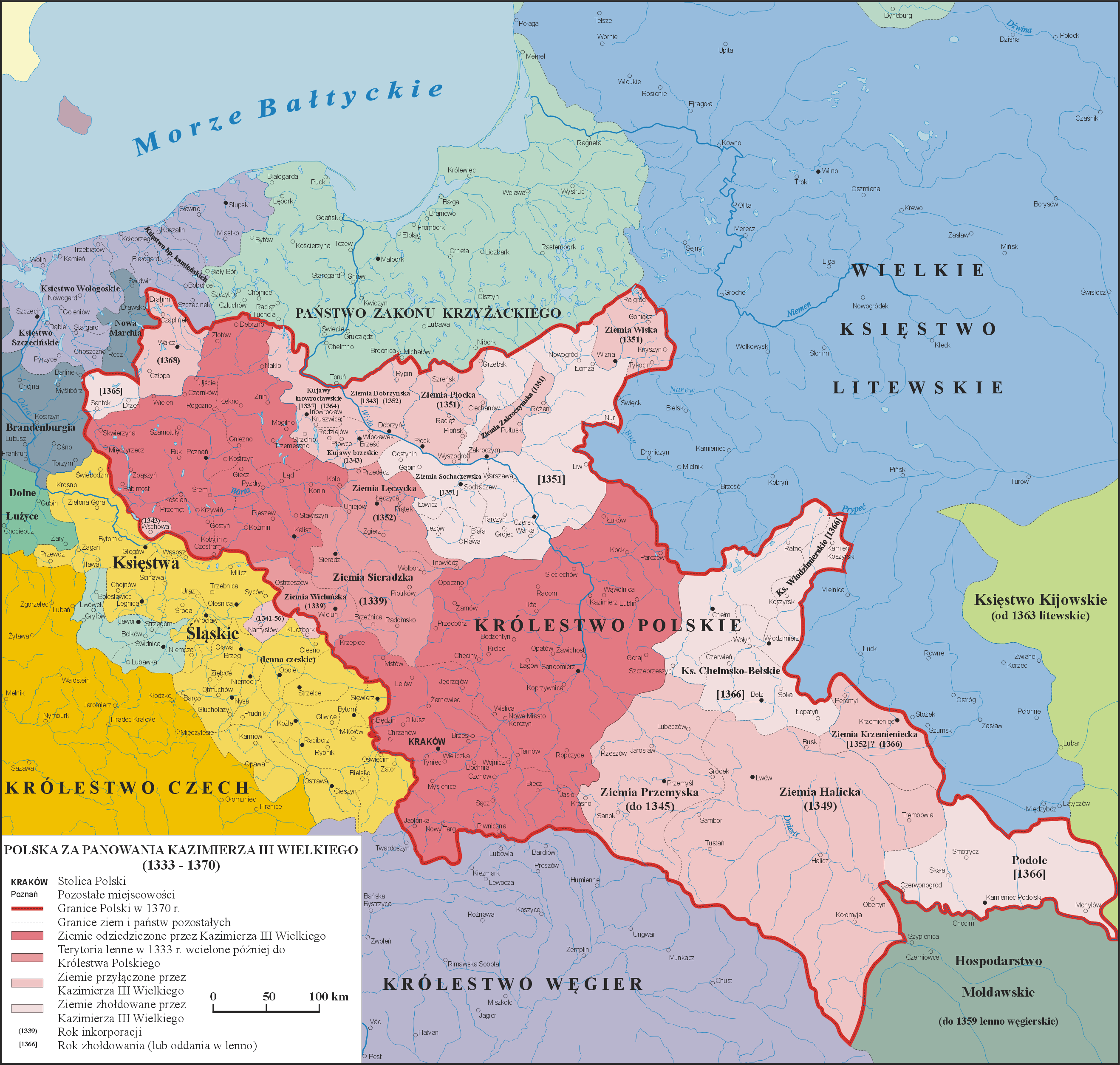
Odrodzone Królestwo Polskie i pozostałe ziemie polskie w czasach Kazimierza Wielkiego

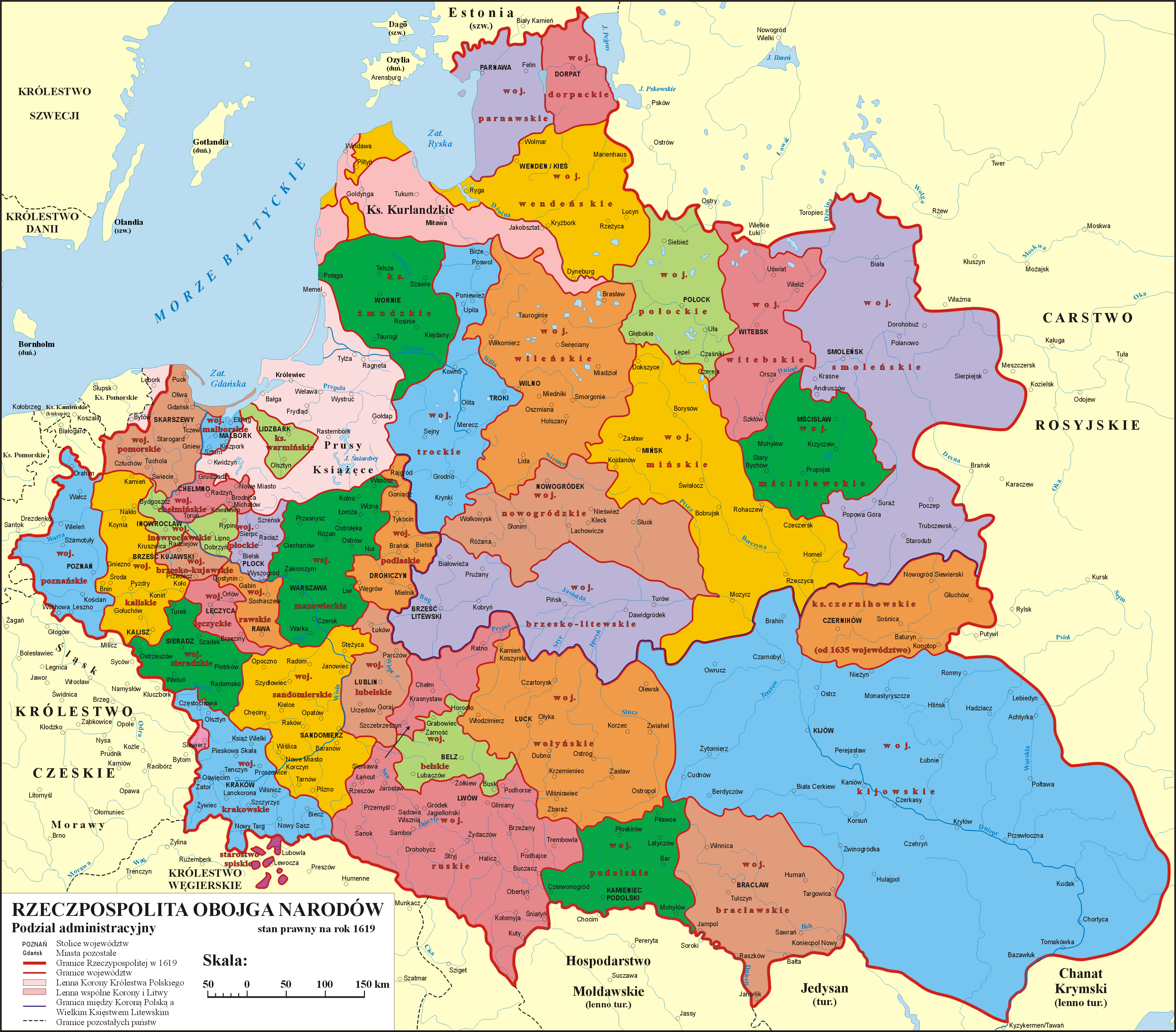
Podział administracyjny Rzeczypospolitej Obojga Narodów

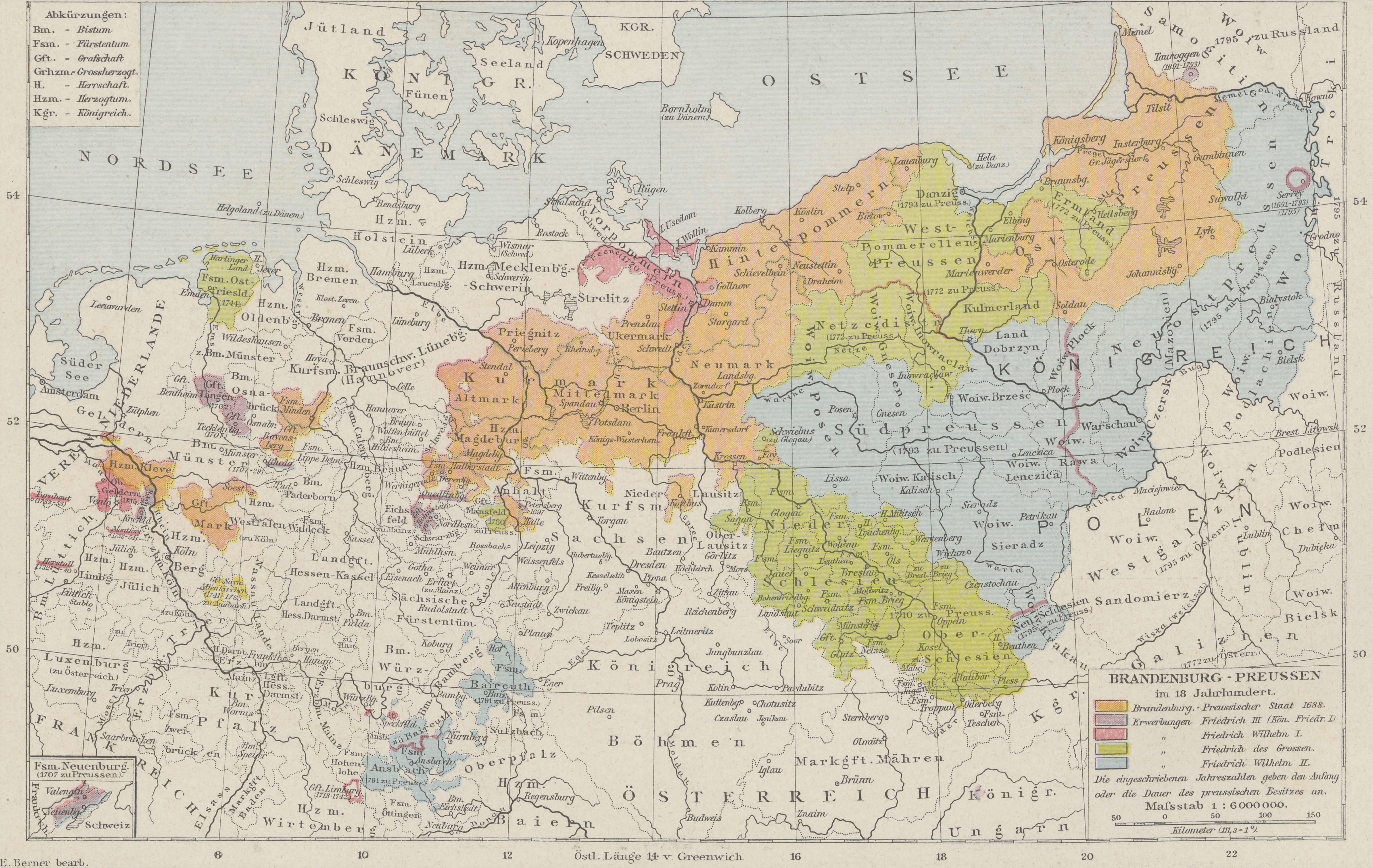
Rozwój terytorialny Prus do końca XVIII wieku

Okres od XIV do początku XVI wieku charakteryzował się utrwaleniem podziału administracyjnego jednoczącego się państwa, który w prawie niezmienionym stanie miał dotrwać aż do rozbiorów. Granice między prowincjami nie były zmieniane, nowo inkorporowane ziemie włączano jako całościowe jednostki, nie dopasowywano granic i wielkości województw do potrzeb administracyjnych, lecz zachowywano ich granice zgodnie z archaicznymi podziałami dawnych księstw piastowskich. Przywiązanie szlachty do jego struktury i hierarchii czyniło go jednym z bardziej trwałych w Europie, a szeroka władza lokalnych sejmików ziemskich wzmacniała u szlachty poczucie regionalnej tożsamości. Mimo tych dowodów trwałości, rozbiory miały zadziwiająco szybko przekreślić tradycyjną strukturę regionalną ziem polskich.

### Prowincje, województwa i ziemie odnowionej Korony
Zjednoczenie Królestwa Polskiego w XIV wieku odbyło się początkowo na bazie zaledwie dwóch spośród sześciu głównych prowincji Polski: Wielkopolski i Małopolski. Dopiero z czasem do ziem tych dołączano kolejne mniejsze czy większe terytoria, często najpierw tylko w postaci lennej, z czasem dopiero inkorporując do Korony. Dlatego też cały ustrój terytorialny zjednoczonego państwa został oparty na tej zasadniczej osi terytorialnej: prowincji wielkopolskiej i małopolskiej. Kazimierz Wielki nadał im w połowie XIV wieku osobne statuty i ustrój prawny: statut piotrkowski dla Wielkopolski i wiślicki dla Małopolski. Dotychczasowe księstwa dzielnicowe, którymi zarządzali książęcy wojewodowie zamieniły się w województwa, a pomniejsze władztwa i regiony w ziemie i powiaty. W ten sposób wykrystalizował się ostateczny podział terytorialny przedrozbiorowej Polski, uzupełniony po unii lubelskiej (1569) trzecim członem wspólnego państwa – Wielkim Księstwem Litewskim.

#### Prowincja wielkopolska
Początkowo na Wielkopolskę składały się tylko dwa województwa: poznańskie (z ziemią wschowską, ale bez ziem zanoteckich, które do Nowej Marchii przyłączyli Brandenburczycy) i kaliskie. Jeszcze w XIV wieku do prowincji wielkopolskiej włączono terytoria inkorporowanych księstw środkowej Polski zamieniając je na kolejne województwa: sieradzkie (1339, w XV wieku dołączono ziemię wieluńską), łęczyckie (1352), brzeskie (później brzeskokujawskie) (1343) i inowrocławskie z ziemią dobrzyńską (1352/64).
Po zwycięskiej wojnie trzynastoletniej i inkorporacji dawnego Pomorza Wschodniego utworzono nową, autonomiczną jednostkę terytorialną w prowincji wielkopolskiej – Prusy Królewskie (1466), na terenie których powstały nowe województwa: pomorskie, obejmujące ziemie lewobrzeżne dolnej Wisły wraz z Gdańskiem, chełmińskie z dawnej mazowieckiej ziemi chełmińskiej i michałowskiej oraz malborskie położone nad obydwoma brzegami Nogatu i zajmujące większość terenów Żuław i Powiśla wraz z Elblągiem. Ponadto w skład Prus Królewskich weszło warmińskie księstwo biskupie, którego nazwa pochodziła od jednej z krain plemiennych dawnych Prusów.
Także do prowincji wielkopolskiej zaliczono wchłaniane stopniowo w XV/XVI wieku Mazowsze, gdzie utworzono kolejne województwa: rawskie (1476), płockie (1495) i wreszcie mazowieckie (1529), które objęło pozostałe ziemie regionu wraz z Warszawą. Pomimo przynależności do prowincji wielkopolskiej nadal wszystkie trzy województwa były postrzegane jako składowe Mazowsza.
Jedyną późną zmianą w strukturze administracyjnej Korony było wydzielenie w 1768 roku z północnych ziem województwa kaliskiego nowego województwa gnieźnieńskiego.

#### Prowincja małopolska
Także prowincję małopolską na początku tworzyły tylko dwa województwa: krakowskie i sandomierskie. Do pierwszego z nich na przełomie XV i XVI wieku włączono terytoria księstw zatorskiego i oświęcimskiego. Z województwa sandomierskiego natomiast w 1474 wydzielono na prawym brzegu Wisły województwo lubelskie (z ziemią łukowską). Decyzja ta była związana ze wzrostem znaczenia Lublina i szybkim rozwojem osadnictwa na małoludnych wcześniej terenach granicznych Korony, gdy po unii z Litwą z 1385 roku ustały niszczące najazdy litewskie. Na prawym brzegu Wisły przy sandomierskim pozostała tylko ziemia stężycka.
Do prowincji małopolskiej włączano też stopniowo zdobyte tereny ruskie, tworząc kolejne województwa: ruskie (1434) (z ziemiami: przemyską, sanocką, chełmską, lwowską i halicką), podolskie (1434) i bełskie (1462), które razem tworzyły tzw. Ruś Czerwoną (łac. Ruthenia Rubra). Po unii lubelskiej doszły kolejne ziemie i województwa leżące dziś na terenie Ukrainy, a także województwo podlaskie (z ziemiami bielską, drohicką i mielnicką), które choć terytorialnie i ludnościowo związane było z leżącym w prowincji wielkopolskiej Mazowszem, zostało włączone do prowincji małopolskiej.

### Polskie terytoria poza Koroną
Zjednoczone ponownie królestwo polskie w wiekach XIV–XVIII nie obejmowało wszystkich ziem wchodzących dziś w skład państwa polskiego. Poza jego granicami znajdowały się trzy główne prowincje: Śląsk, Pomorze Zachodnie i znaczna część Prus. W wyniku rozrastania się państwa brandenbursko-pruskiego wszystkie te prowincje do połowy XVIII wieku znalazły się w Królestwie Prus.

#### Śląsk
Śląsk w XIV wieku stopniowo został zespolony z Królestwem Czech, najpierw jako lenne księstwa Piastów śląskich, a wraz z wygasaniem kolejnych linii piastowskich, jako jeden z krajów Korony Czeskiej, obok Czech, Moraw, Łużyc Dolnych i Górnych. W drugiej połowie XV wieku przejściowo znalazł się w rękach węgierskiego króla Macieja Korwina, który mianując na tym terenie swoich starostów po raz pierwszy wprowadził rozróżnienie na Dolny i Górny Śląsk. Po 1526 roku wraz z całymi Czechami znalazł się Śląsk pod panowaniem Habsburgów. W wyniku I wojny śląskiej między monarchią Habsburgów a Prusami większość Śląska została przyłączona wraz z ziemią kłodzką do Prus (1742). Po stronie habsburskiej pozostał jedynie już wcześniej czeski Śląsk Opawski oraz fragment niegdyś piastowskiego Śląska – Śląsk Cieszyński. Administracja pruska utworzyła po swojej stronie prowincję śląską, do której zaliczała – dotychczas traktowaną jako część Czech właściwych – ziemię kłodzką.

#### Pomorze Zachodnie
Aż do XVII wieku istniały w ramach Rzeszy Niemieckiej księstwa pomorskie rządzone przez rodzimą dynastię Gryfitów. Tak jak i inne księstwa regionu ulegało ono podziałom pomiędzy męskich członków dynastii i jednoczeniom, jeśli wygasały jej poszczególne linie. W nomenklaturze niemieckiej Pomorze Zachodnie dzielono na Pomorze Przednie znajdujące się na zachód od ujścia Odry (od Wolina i Szczecina po Rugię i zalew Saaler Bodden) i Pomorze Tylne znajdujące się na wschód od ujścia Odry i Zalewu Szczecińskiego po ziemię lęborską i bytowską, które były polskim lennem we władaniu Gryfitów. Po wygaśnięciu rodzimej dynastii (1637) lenna lęborskie i bytowskie zostały włączone do polskiego województwa pomorskiego. Natomiast w wyniku postanowień pokoju westfalskiego, kończącego wojnę trzydziestoletnią (1648) Pomorze Zachodnie zostało podzielone między Szwecję i Brandenburgię. Szwedzi otrzymali całe Pomorze Przednie i pas Pomorza Tylnego leżący bezpośrednio nad Zalewem Szczecińskim. Od tej pory tereny te zwano Pomorzem Szwedzkim. Reszta Pomorza Tylnego weszła w skład Brandenburgii. W 1657 przyłączono do niej także Lębork i Bytów, formalnie jako polskie lenno, w praktyce z pełnią władzy brandenburskiej. Władcy prusko-brandenburscy przejmowali też stopniowo szwedzką część Pomorza. W 1679 przejęli prawobrzeżne wybrzeże z Kamieniem Pomorskim, w 1721 centralną część ze Szczecinem, Uznamem i Wolinem i ostatecznie w 1815 resztę Pomorza Szwedzkiego z Rugią.

#### Prusy
Po II pokoju toruńskim i podziale Prus (1466), jej wschodnia, formalnie zależna od Polski część, nosiła nazwę Prus Zakonnych, w odróżnieniu od przyłączonych do Korony Prus Królewskich. Po sekularyzacji ziem zakonnych i hołdzie Albrechta Hohenzollerna jako księcia w Prusach zaczęto jego ziemie nazywać Prusami Książęcymi. W tym czasie zanikła już większość dawnych, staropruskich nazw regionalnych i ziemie księstwa dzielono na Prusy Górne leżące między polską Warmią, ziemią malborską i chełmińską; Prusy Dolne leżące na północny wschód od Warmii; Małą Litwę lub Litwę Pruską leżącą wzdłuż granicy z Litwą i Sambię, położoną w większości na półwyspie o tej samej nazwie; i wreszcie Mazury (zwane tak sporadycznie od XVIII wieku, a upowszechnione dopiero w XIX), leżące na południu wzdłuż polskiego Mazowsza i zwane początkowo także Polskimi Prusami, Pruskim Mazowszem, lub Pruskimi Mazurami, jako że ludność tych terenów stanowili w znacznej mierze przybyli z południa Mazowszanie. Po uniezależnieniu się od Polski (1657) i koronacji królewskiej na „króla w Prusiech” (1701) ziemie pruskie zaczęto nazywać coraz częściej po prostu Prusami, lub Prusami Wschodnimi.

## Rozbiory: rozbicie tradycyjnych podziałów terytorialnych

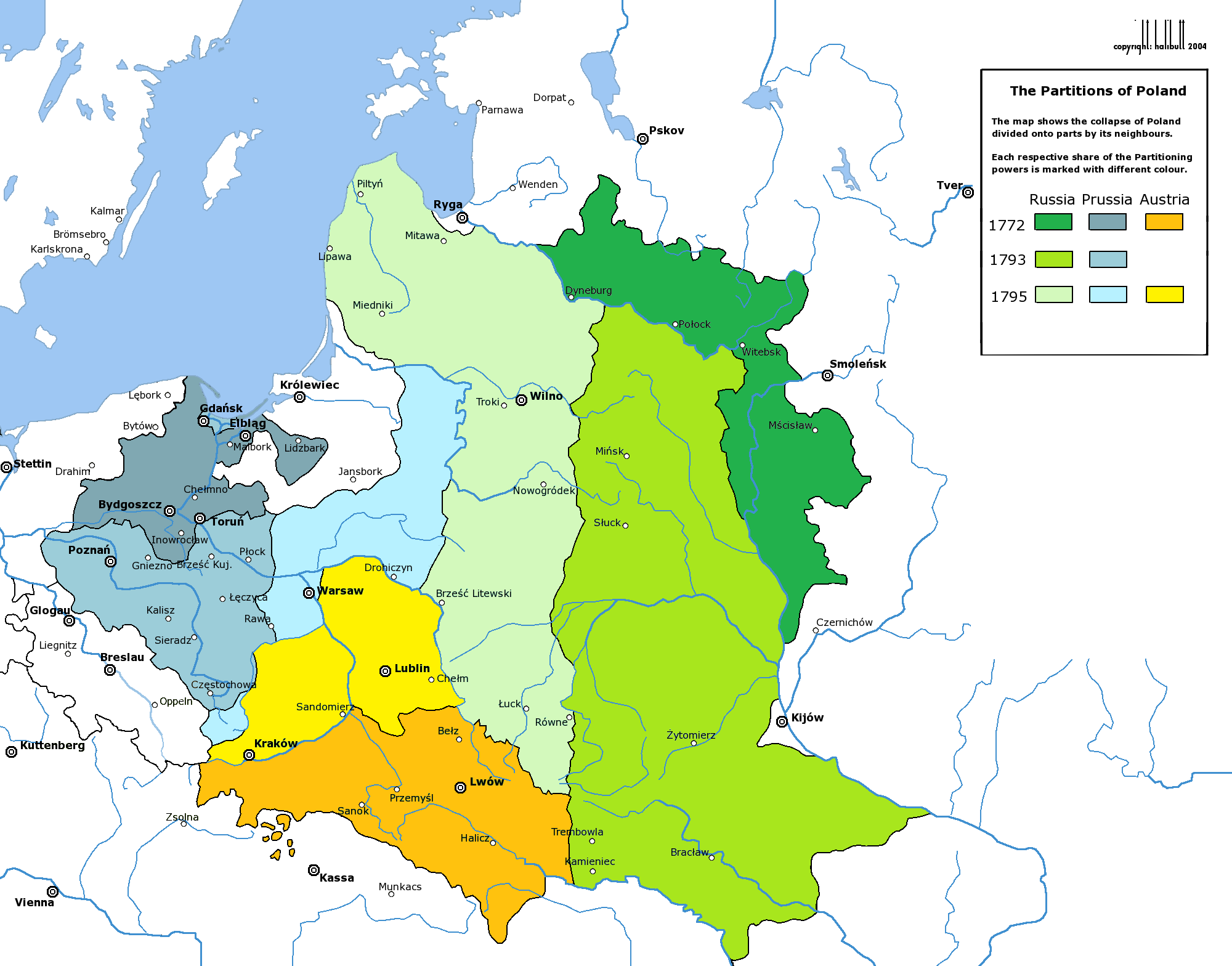
Rozbiory Polski

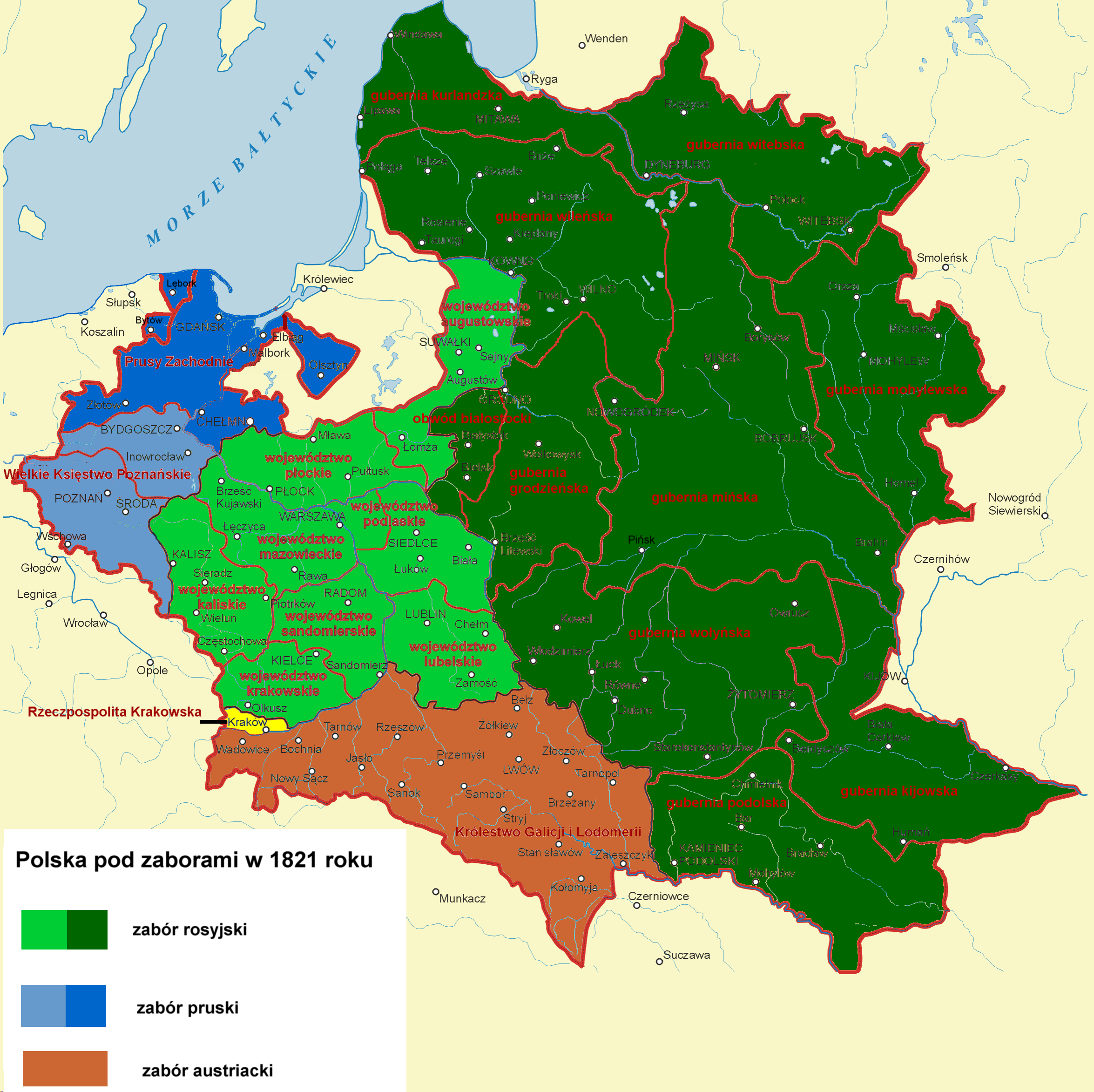
Podział administracyjny ziem polskich pod zaborami (stan z 1821 roku)

Upadek I Rzeczypospolitej (1772–1795) doprowadził nie tylko do likwidacji państwa polsko-litewskiego, ale również do wymazania wszystkich, tradycyjnych podziałów terytorialnych na anektowanych przez zaborców obszarach. Ugoda zaborców, by zlikwidować imię Polski z mapy dotknęła też jej części składowych: prowincji, województw i ziem. Wprowadzono nowe nazewnictwo terytoriów. Granice między zaborcami ustalano w poprzek dotychczasowych krain, często wzdłuż rzek, które dotychczas były centralnymi osiami osadniczymi, a teraz stawały się obszarami granicznymi.

### Zabór pruski i Księstwo Warszawskie

#### Zabór pruski do 1807 roku
W wyniku I rozbioru Polski (1772) Prusom przypadła Warmia, Pomorze Gdańskie (bez samego Gdańska), ziemia chełmińska (bez Torunia) i północna część Wielkopolski i Kujaw. Warmia została włączona do przemianowanej na Prusy Wschodnie prowincji ze stolicą w Królewcu (niem. Königsberg). Z pozostałych ziem Prus Królewskich utworzono nową prowincję Prusy Zachodnie, którą poszerzono dodatkowo o okręg Kwidzyna należącego dotychczas do dawnych Prus Książęcych. Z ziem północnej Wielkopolski i Kujaw utworzono zaś Okręg Nadnotecki. Gdy po II rozbiorze (1793) do Prus przyłączono resztę Wielkopolski i Kujaw, zachodnie Mazowsze i fragment ziemi sieradzkiej i krakowskiej, utworzono z nich zupełnie nową prowincję – Prusy Południowe. Dodatkowo Prusy Zachodnie zostały powiększone o zdobyty w tym czasie Gdańsk, a Okręg Notecki o Toruń. W wyniku III rozbioru (1795) Prusy otrzymały centralną i północną część Mazowsza z Warszawą, część Podlasia i Litwy po Niemen (Suwalszczyzna) oraz okolice Siewierza w ziemi krakowskiej. Z większości tych ziem uformowano kolejną „pruską” prowincję – Prusy Nowowschodnie, poza okolicami Warszawy i Rawy, które włączono do wcześniej powstałych Prus Południowych i okolic Siewierza, które uformowano w nową, niewielką jednostkę pod nazwą Nowy Śląsk i podporządkowano administracyjnie pruskiemu Śląskowi.

#### Księstwo Warszawskie
Większość nowych jednostek terytorialnych Prus istniała krótko, jako że po klęsce w wojnie z napoleońską Francją (1807) z ziem II i III zaboru pruskiego (a także z części I z Bydgoszczą i Toruniem) uformowano Księstwo Warszawskie, któremu nadano zupełnie nowy system administracyjny. Ponadto z Gdańska i okolic uformowano Wolne Miasto. Księstwo zostało podzielone na 6, a po przyłączeniu części zaboru austriackiego (1809) na 10 departamentów. Wprawdzie za stolice departamentów w 6 przypadkach wzięto dawne stolice województw, nie odtwarzano jednak dawnych granic prowincji dokonując tym samym kolejnych przemian w tradycyjnym układzie przestrzennym centralnej Polski. Tak np. Bug stał się wschodnią granicą dla Lubelszczyzny, a pojęcie Małopolski coraz bardziej kojarzono z ziemiami zaboru austriackiego, które nie weszły w granice Księstwa Warszawskiego, czyli nowo kreowaną Galicją. Tak też Radom zastąpił Sandomierz w roli lokalnej stolicy departamentu/województwa, Siedlce zastąpiły Drohiczyn, a Bydgoszcz Inowrocław. Swym zasięgiem Księstwo objęło prawie całą Wielkopolskę, Kujawy i ziemię chełmińską, Mazowsze, fragmenty Podlasia (bez Białegostoku) i teren dawniej należący do Litwy, czyli Suwalszczyznę aż po linię Niemna. W jego obrębie znalazły się też północne tereny małopolskie: ziemia lubelska, większość ziemi sandomierskiej (na północ od Wisły) i północna część ziemi krakowskiej (tu też Wisła była rzeką graniczną). Ponadto na południowym wschodzie włączono do niego fragmenty dawnej Rusi Czerwonej: zachodnią część ziemi chełmskiej z Chełmem i Zamościem oraz północne krańce ziemi bełskiej.

#### Zabór pruski po kongresie wiedeńskim
Po klęsce Napoleona, na mocy decyzji kongresu wiedeńskiego (1815) większość dawnego Księstwa zajęła Rosja. Do Prus włączono ponownie tylko Gdańsk, ziemię chełmińską, zachodnie Kujawy z Bydgoszczą i Inowrocławiem oraz większość Wielkopolski, ale bez jej wschodnich rubieży z Kaliszem i Koninem. Dawna ziemia chełmińska ponownie znalazła się w Prusach Zachodnich, z pozostałego przyłączonego obszaru utworzono natomiast, teoretycznie autonomiczne, Wielkie Księstwo Poznańskie uznając tym razem pewną odrębność dawnych ziem polskich. Autonomię Wielkiego Księstwa ograniczono w 1831 i zniesiono w 1848 zamieniając nazwę na Prowincja Poznańska. Jej granice nie zostały jednak zmienione aż do upadku Cesarstwa Niemieckiego. W 1824 w wyniku reformy administracyjnej połączono Prusy Wschodnie i Zachodnie w jedną prowincję Prusy. W 1878 w zjednoczonych już Niemczech powrócono jednak do ich poprzedniego podziału.

#### Pozostałe ziemie polskie w Prusach
Śląsk Pruski w wyniku reformy administracyjnej z 1815 roku poszerzono o część dawnych Łużyc zdobytych teraz na Saksonii. Po kilku latach wykształcił się podział Śląska na 3 rejencje: legnicką, wrocławską i opolską. Stolicą całej prowincji pozostawał Wrocław, w jej obrębie znajdowała się też nie zaliczana tradycyjnie do Śląska ziemia kłodzka.
Pomorze Zachodnie zjednoczone pod panowaniem pruskim tworzyło jedną prowincję Pomorze podzieloną na 3 rejencje (szczecińską, koszalińską i stralsundzką). Swoimi granicami obejmowała północną część dawnej Nowej Marchii, która po 1815 została włączona do prowincji Brandenburgia.

### Zabór rosyjski
Choć zabór rosyjski do 1795 roku objął największą część ziem I Rzeczypospolitej, nie sięgnął on praktycznie do współczesnych granic polskich opierając się na zachodzie o środkowy bieg Bugu i obejmując prawie wszystkie ziemie litewsko-ruskie i ukraińskie dawnego państwa. Dopiero w 1807 roku, w zamian za zgodę na utworzenie Księstwa Warszawskiego Rosjanie otrzymali okręg białostocki, a więc historyczną część Podlasia, a po 1815 przejęli większość Księstwa Warszawskiego, z którego ziem (poza częścią przekazaną Prusom i okolicami Krakowa) utworzono kadłubowe Królestwo Polskie zwane potocznie Kongresówką. Królestwo początkowo posiadało formalnie szeroką autonomię i podział terytorialny zachowany z czasów Księstwa. Departamenty w 1816 zamieniono na polsko brzmiące województwa i przywrócono część dawnych nazw, jak województwo sandomierskie, podlaskie czy krakowskie, choć granice i stolice województw pozostały nowe. Wraz z upadkiem kolejnych polskich powstań i naciskiem rusyfikacyjnym ze strony władz carskich administracja coraz bardziej przypominała rosyjską. W 1837 województwa przemianowano na gubernie, których liczbę w 1845 zmniejszono z 8 do 5. Po reformie z 1867 roku guberni było z kolei 10. Po likwidacji resztek autonomii w 1874 roku coraz częściej funkcjonowała nazwa Kraj Nadwiślański. Natomiast dawne ziemie Rzeczypospolitej znajdujące się bezpośrednio w imperium rosyjskim określano mianem ziem zabranych. W 1912 roku decyzją władz rosyjskich od Królestwa oderwano nowo utworzoną i położoną wzdłuż lewego brzegu Bugu gubernię chełmską.

### Zabór austriacki
Habsburgowie rozpoczęli zajmowanie terenów polskich już w latach 1769–1770, gdy opanowali polskie miasta Spisza i Podhale. W wyniku I rozbioru (1772) otrzymali południową część Małopolski po linię Wisły, większość Rusi Czerwonej (bez Podola) i ziemi bełskiej. Dla uzasadnienia zaboru nadano tym terenom oficjalną nazwę Królestwa Galicji i Lodomerii, by podkreślić roszczenia Habsburgów jako królów wegierskich do dawnych ziem księstwa halickiego i włodzimierskiego. I choć tereny małopolskie nigdy nie miały związku z tymi ruskimi księstwami, nazwa Galicji (jak skrótowo zaczęto nazywać całą prowincję) utrwaliła się także dla ziem południowej Małopolski. Część małopolską prowincji zaczęto nazywać Galicją Zachodnią, w odróżnieniu od Galicji Wschodniej na dawnej Rusi Czerwonej, której głównym ośrodkiem stał się Lwów. Po III rozbiorze w rękach austriackich znalazły się przejściowo tereny północnej Małopolski i części Mazowsza, po Pilicę i Bug, które nazwano już zupełnie sztucznie Nową Galicją. Do 1803 roku była ona osobnym krajem koronnym, później włączono ją do Królestwa Galicji i Lodomerii. Austria utraciła te tereny już w 1809 wraz z cyrkułem zamojskim, które weszły najpierw w skład Księstwa Warszawskiego, a później Królestwa Polskiego pod władzą rosyjską. Jedynie okolice Krakowa wróciły w 1846 do Galicji po likwidacji istniejącej tam w latach 1815–1846 wpół niezależnej, tzw. Rzeczypospolitej Krakowskiej. Po 1867 roku Galicja cieszyła się realną i szeroką autonomią, co utrwaliło istnienie regionalnej świadomości jej mieszkańców. Jednocześnie była Galicja widownią konfliktów narodowościowych między Polakami a Ukraińcami walczącymi o udział we władzach prowincji.

### Dziedzictwo XIX wieku
Najważniejszym skutkiem okresu zaborów było utrwalenie się granic międzypaństwowych ustalonych w 1815 roku. Miasta, które znalazły się w strefach granicznych, jak Kraków czy Sandomierz zostały zmarginalizowane w stosunku do swojego potencjału, miały niedorozwiniętą sieć komunikacyjną zwłaszcza w tak ważnej dziedzinie jak transport kolejowy. Okres zaborów przypadł na czasy wielkich zmian gospodarczych i technicznych. Transport kolejowy uniezależnił rozwój komunikacji od sieci dróg wodnych i mógł łączyć ośrodki dotychczas rozdzielane działami wodnymi. Zmiany te były jednak realizowane nie w zjednoczonym państwie polskim, ale w trzech różnych państwach – w różnym tempie i zakresie i w powiązaniu z macierzystymi sieciami krajów zaborczych i ich systemami administracyjnymi i prawnymi. Sieć kolejowa była bardzo dobrze rozwinięta w zaborze pruskim, ale nie rosyjskim czy austriackim. Powstały nowe okręgi przemysłowe i miasta, które wykraczały poza utarte szlaki dawnych stref osadniczych. Tak np. rozwinęły się miasta górnośląskie, Łódź, czy Białystok w obszarach, które niegdyś były uznawane za peryferyjne. Lwów przyćmił swym znaczeniem Kraków, Bydgoszcz – Toruń, a Szczecin – Gdańsk. Z dawnych stolic polskich dzielnic i województw swoje znaczenie regionalne utrzymały, lub wzmocniły Warszawa, Wrocław, Poznań czy Lublin.

## Okres międzywojenny
Odradzające się po 1918 roku niepodległe państwo polskie stanęło przed kilkoma głównymi problemami – ustalenia swojego terytorium i zewnętrznych granic, ustalenia swojego ustroju i scalenia ziem, które przez poprzednie 120–150 lat znajdowały się pod różnymi zaborami i porządkami prawnymi. Problemy te miały ścisły związek z tym, jak różne regiony rozwijały się na przestrzeni XIX wieku i jaka ludność je zamieszkiwała.
Wyznaczenie przez władze rosyjskie stref osiedlenia dla ludności żydowskiej wyłącznie na terenach dawnej Rzeczypospolitej spowodowało wzrost procentowego udziału ludności żydowskiej w zaludnieniu ziem polskich. Postępowała germanizacja – zarówno w zaborze pruskim, gdzie była efektem polityki kulturkampfu i akcji kolonizacyjnej, jak i lokalnie w zaborze rosyjskim, gdzie np. w Łodzi czy Warszawie przemysłowcy niemieccy inwestowali w nowe gałęzie przemysłu. Pojawienie się i realizacja koncepcji państwa narodowego spowodowała, że zarówno w sferze walki dyplomatycznej, jak i zbrojnej priorytetowo traktowano tereny o największym udziale ludności polskiej, nie zaś historyczne prowincje dawnego państwa. Stąd ważniejsza stała się walka o Górny Śląsk czy Mazury, gdzie ludność identyfikująca się z Polskością była liczna, niż np. o niemiecki Szczecin czy niepolski Połock. Z kolei rozbudzenie świadomości narodowej i aspiracji politycznych także wśród Czechów, Ukraińców czy Litwinów miało zwiastować walkę o tereny, które każdy z tych narodów uważał za swoje na równi z Polakami.

Polskie postulaty terytorialne na paryskiej konferencji pokojowej (Linia Dmowskiego) na tle mapy etnograficznej regionu i granic Rzeczypospolitej 1772

### Walka o granice
Pierwsze tereny, na których powstawała administracja Polska w listopadzie 1918 roku to obszary centralne kraju. W rękach polskich w tym czasie znalazła się większość dawnego Królestwa kongresowego i Galicja Zachodnia, a więc historyczne Mazowsze i Małopolska oraz ziemia łęczycko-sieradzka, wschodnie krańce Wielkopolski i zachodnie dawnej Rusi Czerwonej. Po wybuchu powstania wielkopolskiego, zimą 1918/19 roku polska władza została ustanowiona na centralnych terenach Wielkopolski.

#### Zachód
Decyzje na temat losu ziem zaboru pruskiego miały zapaść przede wszystkim na konferencji pokojowej w Paryżu. Pierwsze propozycje Komisji ds. polskich były dla Polski korzystne (marzec 1919). Polsce miała przypaść większość przedrozbiorowej Wielkopolski (okrojona tylko na krańcach zachodnich i północno-zachodnich, z Piłą, ale bez Wielenia nad Notecią, na Śląsku cała rejencja opolska i pas ziemi wzdłuż granicy z Wielkopolską, a na Pomorzu Wschodnim tereny dawnych Prus Królewskich bez ziem księstwa warmińskiego, ale za to dodatkowo z Kwidzyniem i Działdowem. Ponadto na obszarze zamieszkałym przez Mazurów w południowej części Prus Wschodnich miał się odbyć plebiscyt co do przynależności państwowej tych terenów. Ostateczne warunki były jednak bardziej powściągliwe. Polska nie otrzymała Piły, ani pasa na pograniczu śląsko-wielkopolskim (poza drobnymi nabytkami w okolicach Bralina i Rychtala). O losie terenów prawobrzeżnych dawnego województwa malborskiego miał również zadecydować plebiscyt, podobnie jak o całym Górnym Śląsku. Gdańsk, jako jeden z głównych punktów spornych między Polską a Niemcami, został uznany za Wolne Miasto i wraz z okolicami miał pozostać zawieszony między Polską a Niemcami. Plebiscyt na Warmii, Mazurach i Powiślu zakończył się całkowitą klęską Polski, także dlatego, że odbywał się w trakcie wojny polsko-bolszewickiej (11 lipca 1920) i to w momencie wielkiej radzieckiej ofensywy w kierunku Warszawy. W jego wyniku do Polski przyłączono zaledwie 8 wsi, a przebieg granicy nie uległ większym zmianom. Inaczej wyglądała sprawa Górnego Śląska, gdzie mieszkała ludność znacznie bardziej nastawiona propolsko i działało wiele organizacji ślązackich. Przed planowanym plebiscytem doszło do pierwszych dwóch powstań śląskich, których celem było zapobieżenie niemieckiemu terrorowi i dopuszczenie Polaków do lokalnej administracji, co miało kluczowe znaczenie dla przebiegu plebiscytu. Plebiscyt odbył się 20 marca 1921 roku, za Polską opowiedziało się 40,4% głosujących. Na wynik w znacznej mierze wpłynęli emigranci, których dopuszczono do głosowania na żądanie strony polskiej, a którzy w olbrzymiej większości głosowali za Niemcami. Ponieważ Komisja Międzysojusznicza chciała przyznać Polsce tylko niewielką, południową i pozbawioną wielkiego przemysłu część regionu wybuchło III powstanie śląskie (2/3 maja 1921 –5 lipca 1921), po którym doszło do uzgodnienia nowego podziału, oddającego Polsce 1/3 plebiscytowego terytorium z większą częścią zakładów przemysłowych (kopalń i hut). Po raz pierwszy od utraty Śląska w XIV wieku do Polski włączono część tej dzielnicy.
Spory trwały również o dawną austriacką część Śląska, czyli Śląsk Cieszyński. Wojska czechosłowackie w styczniu 1919 roku wyparły polskie oddziały z Cieszyna sięgając aż po górną Wisłę. Po podpisaniu rozejmu ustalono granicę demarkacyjną mniej więcej wzdłuż Olzy. Zgodnie z decyzją konferencji paryskiej plebiscyt miał się odbyć również na pograniczu polsko-czechosłowackim i oprócz Śląska Cieszyńskiego dotyczyć również Spisza i Orawy, gdzie trudno było rozgraniczyć obszary zamieszkałe przez każdą z narodowości. Próba przeprowadzenia plebiscytu w 1920 roku nie powiodła się, ponieważ władze w Pradze wykorzystując zaangażowanie Polski w wojnę z bolszewikami wymusiły rezygnację z jego przeprowadzenia. Ostatecznie Śląsk Cieszyński podzielono między dwa Państwa na linii Olzy dzieląc samo miasto Cieszyn między obydwa kraje.

#### Wschód
Rozpad Austro-Węgier postawił pytanie o przyszłą przynależność należącej do monarchii habsburskiej Galicji. O ile jej zachodnia część (historyczna Małopolska) w większości zamieszkała przez Polaków szybko znalazła się pod władzą odradzającej się Polski, wschodnia (dawna Ruś Czerwona) o mieszanym składzie narodowościowym, ale z przewagą ludności ukraińskiej (zwłaszcza w późniejszym województwie stanisławowskim), już w listopadzie 1918 roku stała się terenem walk między Polakami a Ukraińcami. Głównym punktem spornym pozostawała przynależność Lwowa, który zamieszkiwali w większości Polacy, choć we wschodniej części późniejszego województwa lwowskiego mieszkał znaczny odsetek Ukraińców (w wielu powiatach stanowili większość ludności). W mieście wybuchło powstanie, któremu z pomocą przybyły oddziały polskie z Przemyśla. Doprowadziło to do wyparcia sił ukraińskich do 21 listopada 1918 roku. W toku dalszych walk (do lipca 1919) cała Galicja Wschodnia znalazła się w rękach polskich. Państwa Ententy przyjmując w pierwszej kolejności etniczność danego obszaru, jako główny argument przesądzający za przyszłą przynależnością państwową, z jednej strony nie chciały przyznać Polsce całego obszaru Galicji Wschodniej, z drugiej jednak nie uznawały władz Zachodnioukraińskiej Republiki Ludowej. Zachodnie misje rozjemcze usiłowały doprowadzić do zawieszenia broni i wyznaczenia linii podziału (np. linia Barthélemy’ego), ale żadna ze stron nie chciała uznać linii, które pozostawiłaby Lwów przeciwnikowi. Ostatecznie więc po upadku Ukraińskiej Republiki Ludowej, której częścią stała się później Republika Zachodnioukraińska i po utrwaleniu się władzy komunistycznej w Rosji i powstaniu ZSRR Zachód uznał suwerenność polską nad całą Galicją z zastrzeżeniem nadania autonomii jej wschodniej części (1923).
Ustalenie granicy wschodniej z Rosją Radziecką (i jej satelitami, tj. Białoruską SSR i Ukraińską SSR) nastręczało nie mniejszych trudności. Przez dłuższy czas mocarstwa zachodnie patrzyły nieprzychylnym okiem na polskie próby ekspansji za Bug, stojąc na straży interesów swojego niedawnego sojusznika – Rosji carskiej, oraz restrykcyjnie wcielając w życie zasady większości etnicznej. Polskie aspiracje terytorialne ówczesny brytyjski premier Lloyd George potępiał jako „imperializm”. Nie zwracano przy tym uwagi na fakt, że choć na znacznych, ale małoludnych obszarach ludność polska była w mniejszości, to w ośrodkach miejskich i gęściej zaludnionych terenach (nawet wiejskich) Polacy nieraz stanowili większość, tworząc wyspy osadnicze, tak też było między innymi pod Lwowem czy Tarnopolem, gdzie nawet na wsiach Polacy stanowili większość. Ustalenie etnicznej granicy w tych warunkach było niemożliwe, a odwoływanie się do granic przedrozbiorowych nierealne. Zadecydować miał wynik polsko-bolszewickiej wojny i bezpośrednie negocjacje polsko-radzieckie. Po polskiej stronie ścierały się dwie koncepcje dotyczące kształtu terytorialnego na wschodzie – według pierwszej Polska powinna zająć jak najwięcej terytoriów, gdzie Polacy stanowili znaczny odsetek ludności (popierana m.in. przez Dmowskiego), według drugiej granice powinny nie sięgać tak daleko, ale za to od Rosji oddzielałyby Polskę sprzymierzone/skonfederowane z nią kraje buforowe: państwo litewsko-białoruskie i ukraińskie (koncepcja popierana przez Piłsudskiego). W toku walk z Ukraińcami o Lwów i Litwinami o Wilno trudno było uzyskać realnych sojuszników koncepcji federacyjnej w sąsiednich narodach.
Wojna, która wybuchła z wojskami radzieckimi przebiegała w kilku fazach – po początkowych sukcesach w 1919 i pierwszej połowie 1920 roku wojska polskie z częścią antyradzieckich oddziałów ukraińskich opanowały znaczne obszary na wschodzie, aż po Kijów. Potem jednak nastąpiła kontrofensywa Armii Czerwonej (od czerwca 1920). W trakcie tych działań mocarstwa zachodnie obwiniały Polskę o rozpętanie wojny i usiłowały mediować zawieszenie broni. Brytyjska propozycja (zwana niezbyt trafnie linią Curzona) wyznaczenia linii demarkacyjnej na środkowym biegu Bugu została odrzucona przez komunistów, którzy wówczas byli niemal pewni zajęcia Warszawy. Propozycja oburzyła też stronę polską, ponieważ pozostawiała poza jej władzą znaczne obszary historycznie należące do dawnej Rzeczypospolitej i zamieszkałe przez kilka milionów Polaków. O linii zapomniano, gdy w wielkiej bitwie warszawskiej (sierpień 1920) wojska polskie powstrzymały ofensywę wojsk radzieckich i rozbiły jej główne siły. Po kolejnych klęskach i utracie nadziei na przeniesienie rewolucji w głąb Europy kierownictwo radzieckie zgodziło się podpisać pokój. W jego wyniku Polsce przypadły dość rozległe terytoria na wschodzie obejmujące znaczną część dawnych ziem ruskich.
Po odepchnięciu wojsk radzieckich na wschód pozostała kwestia granicy z Litwą, gdzie głównym problemem pozostawała przynależność Wilna – z jednej strony historycznej stolicy Litwy, z drugiej strony część dawnej Rzeczypospolitej i jedno z ważniejszych miast kultury polskiej, a dodatkowo z trzeciej zamieszkałego w większości przez ludność polską (zresztą jak cała Wileńszczyzna, łącznie z obszarami wiejskimi). Na rozkaz Piłsudskiego przeprowadzono operację zajęcia Wilna przez pozorowany bunt części wojsk polskich i po opanowaniu Wileńszczyzny proklamowano powstanie marionetkowego państwa, tzw. Litwy Środkowej, która ostatecznie w 1922 roku została przyłączona do Polski.
Przyłączenie Wileńszczyzny zakończyło proces kształtowania granic II Rzeczypospolitej. Ich ostateczne uznanie przez powersalską Radę Ambasadorów nastąpiło 15 marca 1923.

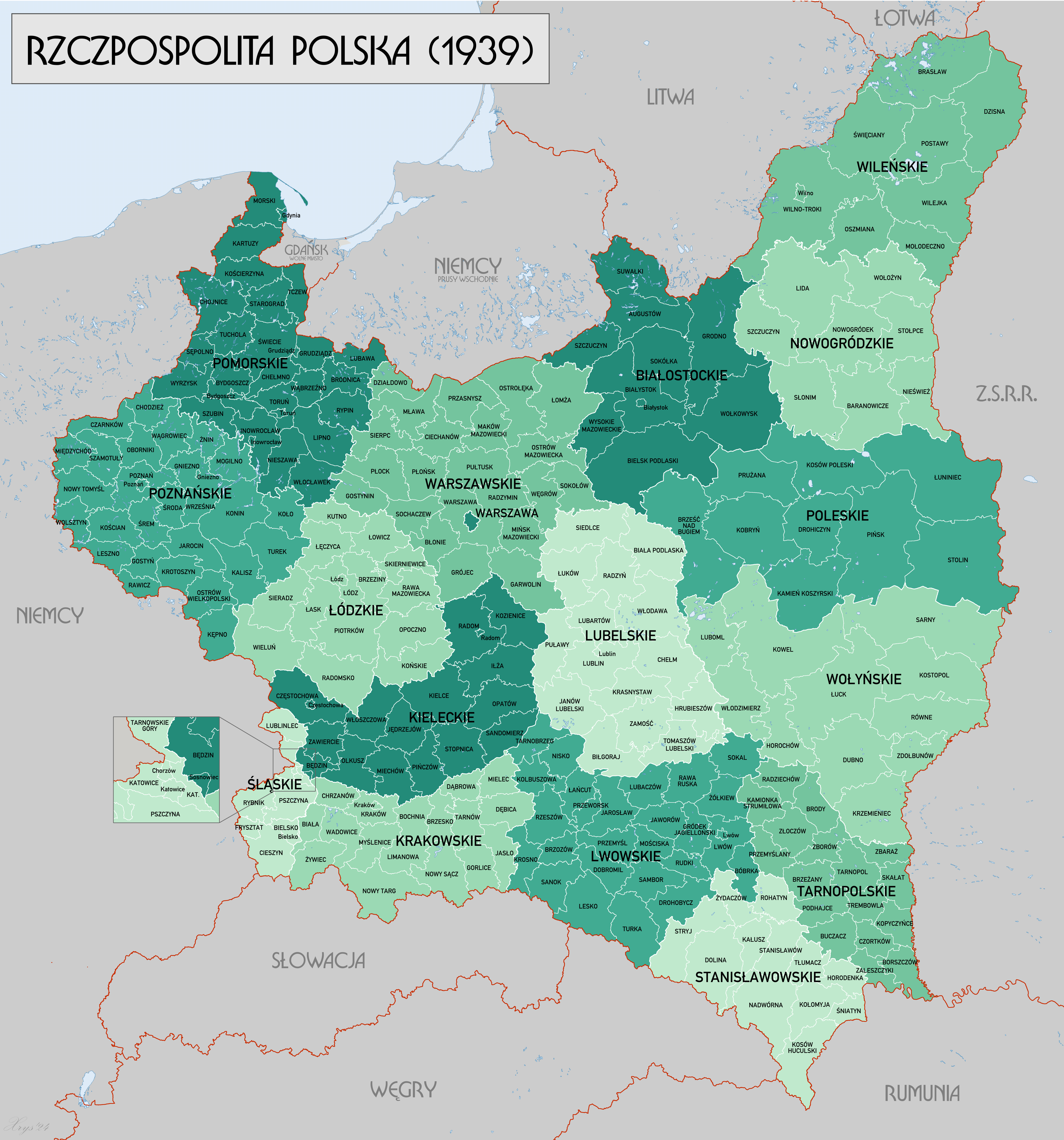
Województwa II Rzeczypospolitej w 1939 roku

### Podział terytorialny II Rzeczypospolitej
Mimo że w całym okresie międzywojennym podnoszono potrzebę likwidacji skutków istnienia zaborów, odrodzone państwo polskie utrzymało dotychczasowy układ administracyjny, zamieniając dawne gubernie w województwa, gdzie dawne granice zaborów były nadal obecne jako granice międzywojewódzkie. W sierpniu 1919 dwie ustawy sejmowe ustanowiły pierwsze województwa: dwa w dotychczasowym zaborze pruskim poznańskie i pomorskie i pięć w dotychczasowym Królestwie kongresowym (część byłego zaboru rosyjskiego): warszawskie, łódzkie, kieleckie, lubelskie i białostockie (do którego dołączono część dawnej guberni grodzieńskiej, która w ramach zaboru rosyjskiego nie wchodziła w skład Kongresówki, m.in. sam Białystok czy Grodno). Wydzielono również terytorium miasta stołecznego Warszawy.
W lipcu 1920 roku ustanowiono autonomiczne województwo śląskie, które objęło ziemie śląskie przyznane Polsce na mocy decyzji mocarstw, a należące wcześniej do Prus i Austro-Węgier (część Śląska Cieszyńskiego). Było to jedyne województwo łączące ziemie różnych zaborców. Dopiero w grudniu 1920 roku utworzono cztery województwa na terenie dawnej Galicji: krakowskie, lwowskie, stanisławowskie i tarnopolskie
Najpóźniej utworzono województwa na dawnych ziemiach zabranych, należących do Rosji. W lutym 1921 roku na Zabużu utworzono województwa wołyńskie, poleskie i nowogródzkie. Ostatnim obszarem II Rzeczypospolitej, który otrzymał status województwa była Ziemia Wileńska, z której utworzono województwo wileńskie dopiero na przełomie 1925/26 roku.
Nazwy województw utworzono od ich miast stołecznych, nie od tradycyjnych prowincji i ziem. Wyjątkiem były cztery województwa: pomorskie (ze stolicą w Toruniu, mimo że sam Toruń nie leży bezpośrednio na Pomorzu, a na ziemi chełmińskiej), śląskie (Katowice), wołyńskie (Łuck) i poleskie (Brześć Litewski, od 1923 Brześć nad Bugiem), których stolice nie miały wcześniej znaczniejszej pozycji. Powołanie województwa pomorskiego przywracało tę dawną nazwę regionu zwanego od XV wieku także w Polsce Prusami (najpierw Królewskimi potem Zachodnimi). Zarówno województwo pomorskie, jak i śląskie obejmowało tylko ułamek ziem przypisywanych tym regionom, ale nazwy te miały uzasadnienie, ponieważ województwa te obejmowały całość tych regionów, jaka znalazła się w granicach II Rzeczypospolitej. Zupełnie nowymi ośrodkami, które nadały nazwy województwom zostały Łódź i Kielce wypierając starsze na tych terenach Sieradz i Sandomierz, oraz Białystok, który został stolicą części ziem dawnego Podlasia, Suwalszczyzny, Grodzieńszczyzny i północno-wschodniego Mazowsza (Łomża).

#### Krytyka i plany reform administracyjnych
Podział wykształcony w latach 1919–1921 od samego początku był poddawany krytyce, jako prowizoryczny, nieuwzględniający historycznej, tradycyjnej regionalizacji i utrzymujący sztuczne podziały zaborcze. Ponadto granice województw nie uwzględniały czynnika komunikacyjnego łącząc tereny ze sobą nieskomunikowane i dzieląc te, które były ze sobą powiązane. Podział administracyjny wreszcie nie pokrywał się z terenowymi strukturami administracji niezespolonej (okręgami wojskowymi, sądowymi czy szkolnymi), które funkcjonowały na innych obszarach niż administracje wojewódzkie. Przykładem takiej dysfunkcyjnej jednostki administracyjnej było województwo lwowskie, którego wschodnia granica biegła zaledwie kilkadziesiąt kilometrów na wschód od Lwowa, a zachodnia sięgała daleko w głąb dzisiejszej Polski, obejmując powiaty: tarnobrzeski, rzeszowski, łańcucki, niżański, kolbuszowski, przeworski, strzyżowski i krośnieński, które w skład sądowego okręgu apelacyjnego lwowskiego nie wchodziły. Dlatego też przez cały okres międzywojenny pojawiały się projekty reformy administracyjnej, które mniej lub bardziej uwzględniały tradycyjną regionalizacje przedrozbiorową. Proponowane zmiany miały na celu zatarcie granic byłych zaborów oraz uwzględnienie w nowym podziale na województwa kryteriów demograficznych, ekonomicznych i komunikacyjnych. Część z nich ograniczała się tylko do pewnych korekt granic istniejących województw tak, by scalały one ziemie pomiędzy zaborami i dodawały lub usuwały pojedyncze województwa. W większości pojawiał się postulat likwidacji województwa nowogródzkiego, czasem również tarnopolskiego, które miało być włączone do lwowskiego (podolskiego), a w zamian z tego ostatniego wydzielone przemyskie. W kilku projektach pojawiał się również postulat likwidacji województwa śląskiego i włączenia go do krakowskiego. Były wśród nich m.in. projekt Erdmana z 1921, projekty komisji rządowych do spraw reformy administracyjnej z 1923, 1925 i 1929 (projekt Jerzego Langroda). Pewne ich postulaty zostały zrealizowane tuż przed wojną, gdy w latach 1937–1939 wprowadzono zmiany graniczne pomiędzy województwami zmieniając przynależność 25 powiatów i kilku pojedynczych gmin. Zasadniczy podział na średniej wielkości województwa został jednak utrzymany.
Projekty przywracające większe prowincje pozostały tylko w sferze dyskusji akademickich. Próbowano w nich wyróżniać regiony o wspólnej charakterystyce społeczno-gospodarczej. Włodzimierz Wakar w swojej pracy Podział Polski na okręgi gospodarcze wyróżnił 5 głównych ośrodków, którym przypisał 5 regionów Polski: Poznań z prowincją obejmującą Wielkopolskę, Kujawy i polskie Pomorze, Warszawę z prowincją obejmującą Mazowsze, ziemię łódzką, radomską i Lubelszczyznę, Kraków z południowo-zachodnią częścią Małopolski i polską częścią Śląska, Lwów obejmujący dawną Ruś Czerwoną, wschodnie krańce Małopolski i Wołyń, i wreszcie Wilno obejmujące swą prowincją północno-wschodnią część państwa: od północno-zachodnich krańców Mazowsza (Łomża) przez Białostocczyznę, Suwalszczyznę, Grodzieńszczyznę, po część Polesia i Wileńszczyznę. W 1928 roku major Roman Starzyński opublikował artykuł Projekt podziału terytorialnego Rzeczypospolitej, w którym również postulował powołanie wyższego rzędu jednostki – prowincji (oprócz wymienionych przez Wakara dodał jedną więcej, lubelską), które dzieliłyby się na mniejsze województwa w liczbie 25. Podział Starzyńskiego tworzył jednostki nieproporcjonalne i łączące dość różnorodne ziemie, głównym kryterium były bowiem możliwości strategiczno-mobilizacyjne.

## Zmiany terytorialne w trakcie i po II wojnie światowej

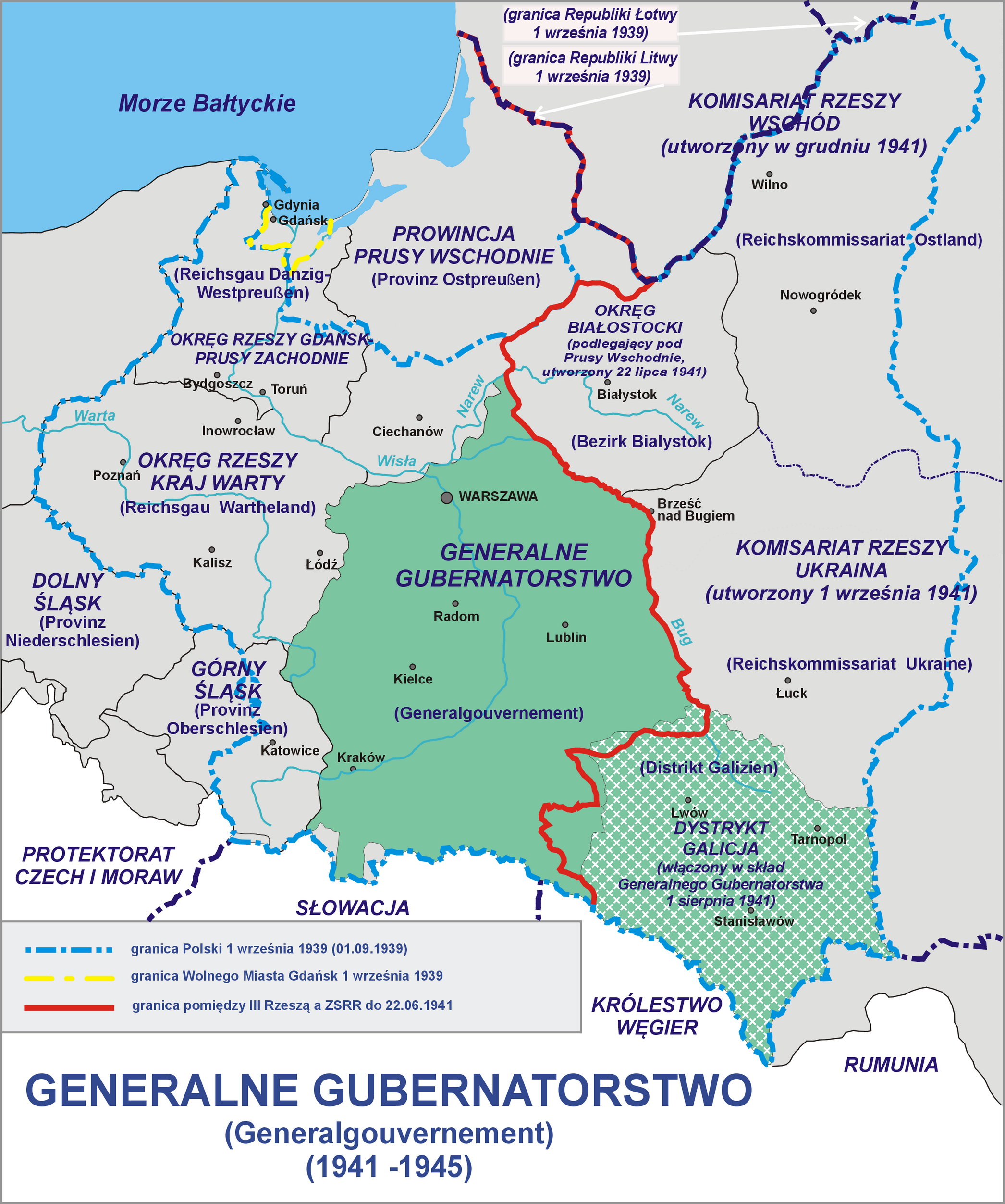
Ziemie okupowanej Polski podczas II wojny światowej

Porównanie granic II Rzeczypospolitej i Polski powojennej

### Ziemie polskie w czasie wojny
Inwazja niemiecko-radziecka z 1939 roku wytworzyła zupełnie nową sytuację geopolityczną na ziemiach polskich. Do Niemiec włączono dawne ziemie zaboru pruskiego z naddatkiem: Pomorze, które utworzyło z Gdańskiem okręg Rzeszy Gdańsk-Prusy Zachodnie; Wielkopolskę poszerzoną na wschód aż po Łódź, która stanowiła nowy okręg Kraj Warty; polski Śląsk z zachodnimi krańcami Małopolski włączono do okręgu Górny Śląsk, który sięgał teraz prawie po Częstochowę i Kraków; północne Mazowsze aż za linię Wisły pod Warszawą i polską część Suwalszczyzny, które włączono do Prus Wschodnich. Pozostałe ziemie polskie pod niemiecką okupacją znalazły się w tzw. Generalnym Gubernatorstwie ze stolicą w Krakowie, które dzieliło się na 4 dystrykty: krakowski, radomski, lubelski i warszawski. Tereny na wschód od linii Sanu i Bugu zostały natomiast włączone do ZSRR i stały się częścią Ukraińskiej i Białoruskiej SSR, z wyjątkiem pogranicza wileńskiego, które Moskwa oddała Litwie tylko po to, by kilka miesięcy później cały kraj włączyć siłą do ZSRR. Dokonano też korekty granicy w Karpatach, gdzie Słowacja odzyskała z niewielkim naddatkiem utracone w latach 1938–1939 fragmenty Spiszu i Orawy.
Po inwazji III Rzeszy na Związek Radziecki w 1941 roku bezpośrednio do Niemiec włączono dodatkowo okręg białostocki podporządkowany Prusom Wschodnim, a do Generalnego Gubernatorstwa dołączono ziemie dawnej Galicji Wschodniej, tworząc piąty jego dystrykt ze stolicą we Lwowie. Pozostałe tereny II RP podlegały wojskowym władzom okupacyjnym Rzeszy na terenach ZSRR.

### Ustalenie granic powojennych
Już w memorandum skierowanym w listopadzie 1940 roku do rządu brytyjskiego polski rząd emigracyjny postulował znaczące zmiany powojennej granicy polsko-niemieckiej tak, by zabezpieczyć Polskę przed ewentualną groźbą kolejnej napaści. Polacy domagali się w nim włączenia do Polski terytorium Prus Wschodnich, Gdańska i Górnego Śląska wraz z Opolem. Dalsze nabytki wydawały się nierealne ze względu na opór mocarstw zachodnich i problem wielomilionowej liczby Niemców zamieszkujących tereny Dolnego Śląska i Pomorza Zachodniego, gdzie Polaków wówczas prawie nie było. Natomiast w sprawie przyszłej granicy wschodniej aktywne były na polu dyplomacji przede wszystkim władze radzieckie. W podpisanym układzie Sikorski-Majski z lipca 1941 sprawę granicy przemilczano. Podczas wizyty premiera Sikorskiego w Moskwie w grudniu 1941 roku Stalin sugerował mu konieczność omówienia kwestii granicznych między Polską a ZSRR. Premier stał jednak na stanowisku nienaruszalności wschodniej granicy z 1939 roku. Po zerwaniu stosunków dyplomatycznych przez Związek Radziecki (kwiecień 1943) Polska nie była w stanie dłużej układać samodzielnie bilateralnych stosunków z ZSRR i zdana była na pośrednictwo Londynu i Waszyngtonu, a przyszłość granic stawała się funkcją stosunków brytyjsko-amerykańsko-radzieckich.
Punktem zwrotnym w kształtowaniu powojennej polskiej granicy była konferencja w Teheranie (28 listopada – 1 grudnia 1943 roku). Wtedy to przywódcy trzech mocarstw sojuszniczych ZSRR, USA i Wielkiej Brytanii zawarli porozumienie wstępne w tej kwestii, zgadzając się, że musi nastąpić przesunięcie terytorium zajmowanego przez Polskę na Zachód. Wśród obradujących panowała zgoda, że wschodnia granica Polski miała przebiegać wzdłuż tzw. linii Curzona, czyli w przybliżeniu w granicy III rozbioru Polski, a ostatnio linii granicznej radziecko – niemieckiej po wrześniu 1939 roku. Przedmiotem niejasności była tylko kwestia przynależności Lwowa. Co do granicy zachodniej rozbieżności były znaczące. Zgodzono się jedynie, że polska granica ma być wytyczona na Odrze i Polska ma uzyskać część Prus Wschodnich (ich północną część Stalin rezerwował dla ZSRR). Strona anglosaska chciała by nabytki Polski kosztem Niemiec były ograniczone, strona radziecka chciała ich maksymalizacji.
Warto zaznaczyć, że sam pomysł ustalenia zachodniej granicy polskiej na Odrze i Nysie pojawiał się i w czasach zaborów i w okresie międzywojennym, jako koncepcja gwarantująca odrodzonej Polsce bezpieczną granicę od strony Niemiec. Biegnąca południkowo linia rzek łączącą Zalew Szczeciński z Sudetami jest bowiem najkrótszą możliwą granicą w tej części Niżu Środkowoeuropejskiego. Za autora tej koncepcji uważa się Wacława Nałkowskiego, a zawarta została w pośmiertnie wydanej pracy Terytorjum Polski historycznej jako indywidualność geograficzna (1912). Później pojawiała się też wśród opracowań teoretycznych, aż wreszcie w 1945 roku została dokładnie uzasadniona w fundamentalnym dziele Marii Kiełczewskiej i Andrzeja Grodka Odra – Nissa – najlepsza granica Polski.
Kolejnym etapem ustalania granicy Polski była konferencja trzech mocarstw w Jałcie (4–11 lutego 1945 r.). Postanowiono tam ostatecznie, że Lwów zostanie poza granicami Polski. Co do granicy zachodniej Stalin naciskał by opierała się ona o Odrę i Nysę, precyzując, że chodzi o Nysę Łużycką. Głównym oponentem takiego rozwiązania był Churchill. W komunikacie końcowym stwierdzono: (...) wschodnia granica Polski powinna przebiegać wzdłuż linii Curzona, odchylając się od niej w niektórych rejonach 5 do 8 kilometrów na korzyść Polski. Uznając, że Polska musi otrzymać pokaźne nabytki terytorialne na północy i zachodzie. (...) w stosownym czasie należy zasięgnąć opinii nowego Polskiego Rządu Tymczasowego Jedności Narodowej co do rozległości tych nabytków, a zatem, że ostatecznie, wytyczenie zachodniej granicy Polski powinno zaczekać do Konferencji Pokojowej. Po konferencji jałtańskiej, wyłoniony w konsekwencji jej ustaleń Tymczasowy Rząd Jedności Narodowej podpisał 16 sierpnia 1945 umowę z ZSRR, uznając nieco zmodyfikowaną linię Curzona za wschodnią granicę Polski, na podstawie porozumienia o granicy zawartego pomiędzy PKWN i rządem ZSRR 27 lipca 1944. W konsekwencji Kresy Wschodnie zostały odłączone od Polski i wcielone do republik związkowych ZSRR: Białoruskiej SRR, Litewskiej SRR i Ukraińskiej SRR.
Ostatecznie granicę zachodnią rzeczywiście wytyczono na Nysie Łużyckiej i Dolnej Odrze, z odchyleniem na zachód w okolicach Szczecina, z wyspą Wolin oraz krańcem wyspy Uznam po polskiej stronie. Granicę z Czechami utrzymano zgodnie z rozgraniczeniem, jakiego 200 lat wcześniej dokonały Prusy i Austria po I wojnie śląskiej, z Kłodzkiem po polskiej stronie i Opawą po czeskiej – z dwoma wyjątkami ustalonymi już po I wojnie światowej: ziemia hulczyńska wróciła do Czechosłowacji, a na Śląsku Cieszyńskim przywrócono linię podziału sprzed roku 1938. Na północnym wschodzie do Polski trafiła znaczna część niedawnych Prus Wschodnich, podzielonych jednak między Polską i ZSRR wzdłuż sztucznie wytyczonej linii łączącej północny kraniec polskiej Suwalszczyzny z wybrzeżami Zalewu Wiślanego. Granicę wschodnią poprowadzono natomiast w przybliżeniu z dawną „linią Curzona” między Grodnem i Białymstokiem, dalej wzdłuż środkowego Bugu pozostawiając Drohiczyn i Brześć po białoruskiej stronie i znów sztucznie poprowadzoną, niemal prostą linią od Bełzu po Przemyśl i górny bieg Sanu w Bieszczadach, dzieląc dawną Ruś Czerwoną na część polską i ukraińską. W 1951 roku dokonano korekty tego fragmentu granicy, gdy Polska musiała oddać ZSRR okolice Bełza z zakolem Bugu, a w zamian otrzymała ziemie nad górnym Sanem z Ustrzykami Dolnymi.

### Ziemie Odzyskane
W wyniku bezprecedensowych zmian terytorialnych Polska wróciła do granic zbliżonych do tych z czasów panowania pierwszych Piastów. Do Polski przyłączono: prawie cały, utracony w XIV wieku Śląsk, wraz z niewielkimi skrawkami Łużyc i ziemią kłodzką; wschodnią, prawobrzeżną część ziemi lubuskiej (bez samego Lubusza); zachodnie i północne krańce Wielkopolski, które zostały utracone w epoce rozbicia dzielnicowego; większość Pomorza Zachodniego ze Szczecinem, które we wczesnym średniowieczu tylko przejściowo udawało się włączyć z orbitę wpływów państwa piastowskiego; wreszcie odzyskano w pełni Pomorze Wschodnie wraz z Gdańskiem, który jeszcze przed wojną stanowił Wolne Miasto; Polsce przypadła też znaczna część dawnych Prus Wschodnich, które wcześniej nigdy nie należały bezpośrednio do państwa polskiego, a stanowiły jedynie lenno korony polskiej, choć ich południową część zamieszkiwali polskojęzyczni Mazurzy. Wszystkie te tereny zaczęto nazywać Ziemiami Odzyskanymi, by uwydatnić ich dawny związek z państwem polskim i słuszność, oraz trwałość poczynionych zmian. Propaganda Polski Ludowej tym bardziej skupiła się na podkreślaniu znaczenia nabytych prowincji, że miały one zrekompensować jeszcze większe straty na wschodzie, gdzie od Polski odłączono połowę terytorium II RP. Termin Kresy Wschodnie po wojnie zaczął coraz częściej oznaczać całość zabużańskich terenów utraconych w toku historii przez Polskę.
Po wojnie nastąpił rozkwit badań nad historią nowo odzyskanych prowincji, zwłaszcza tej najdawniejszej, która miała przynieść argumenty za związkami Śląska, Pomorza i Mazur z Polską. Powołano Komisję Ustalania Nazw Miejscowości, której zadaniem było przywracanie lub nadawanie polskich wersji nazw miejscowości dotychczas niemieckich. Wymazano też z nazewnictwa wszelkie odniesienia do Prus, jako państwa, prowincji czy regionu – zarówno po polskiej, jak i rosyjskiej stronie – poszerzając znaczenie terminu Mazury na większość polskich terenów dawnej prowincji Prus Wschodnich. Podobnie wymazaniu uległa Nowa Marchia, a z czasem przywrócono do użycia niemal zapomnianą ziemię lubuską. W nazwach miejscowości czy obiektów pojawiły się określenia podkreślające ich związki z polską historią i przynależnością (np. Gorzów Wielkopolski czy Wały Chrobrego w Szczecinie).

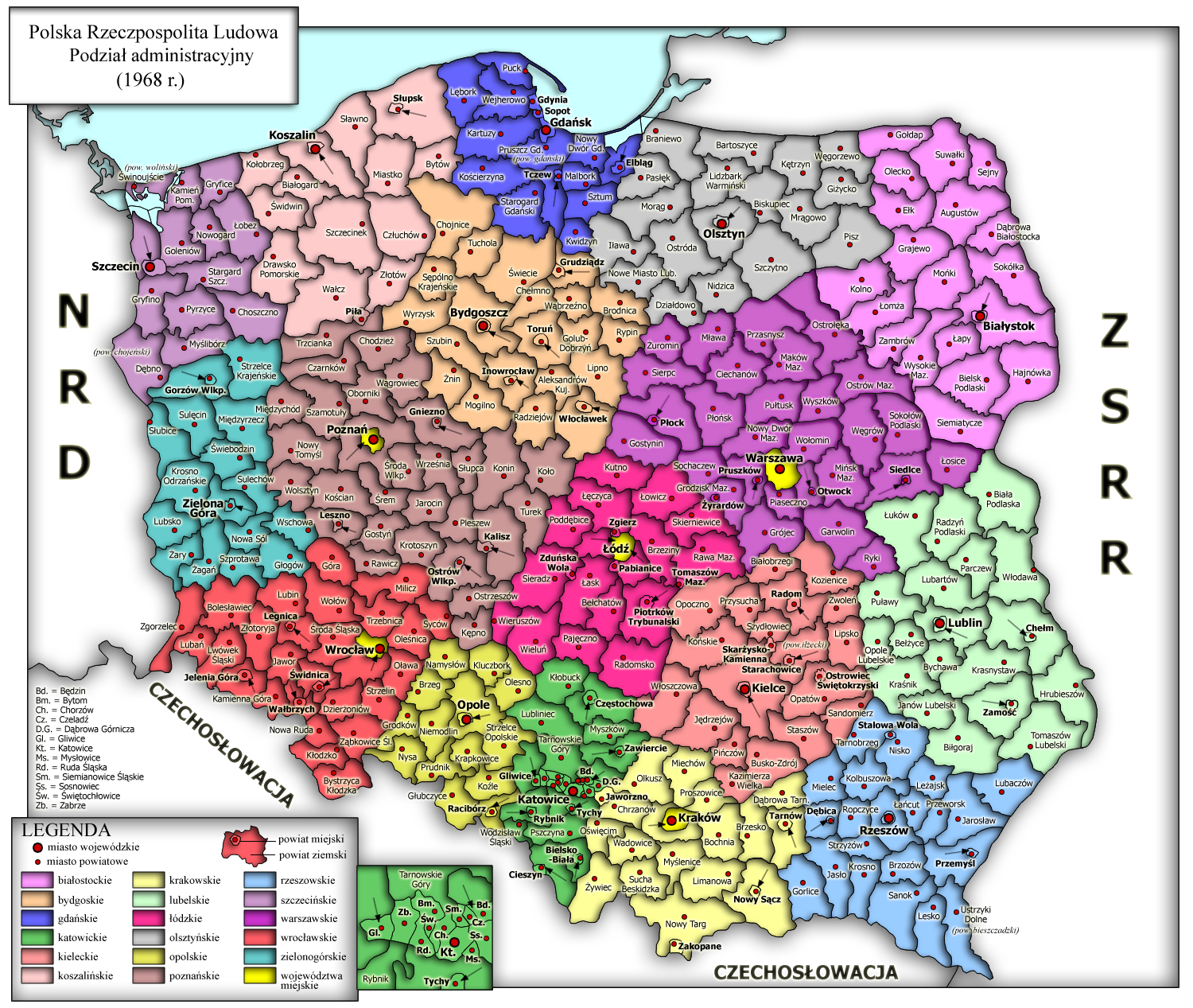
Podział administracyjny Polski w roku 1968

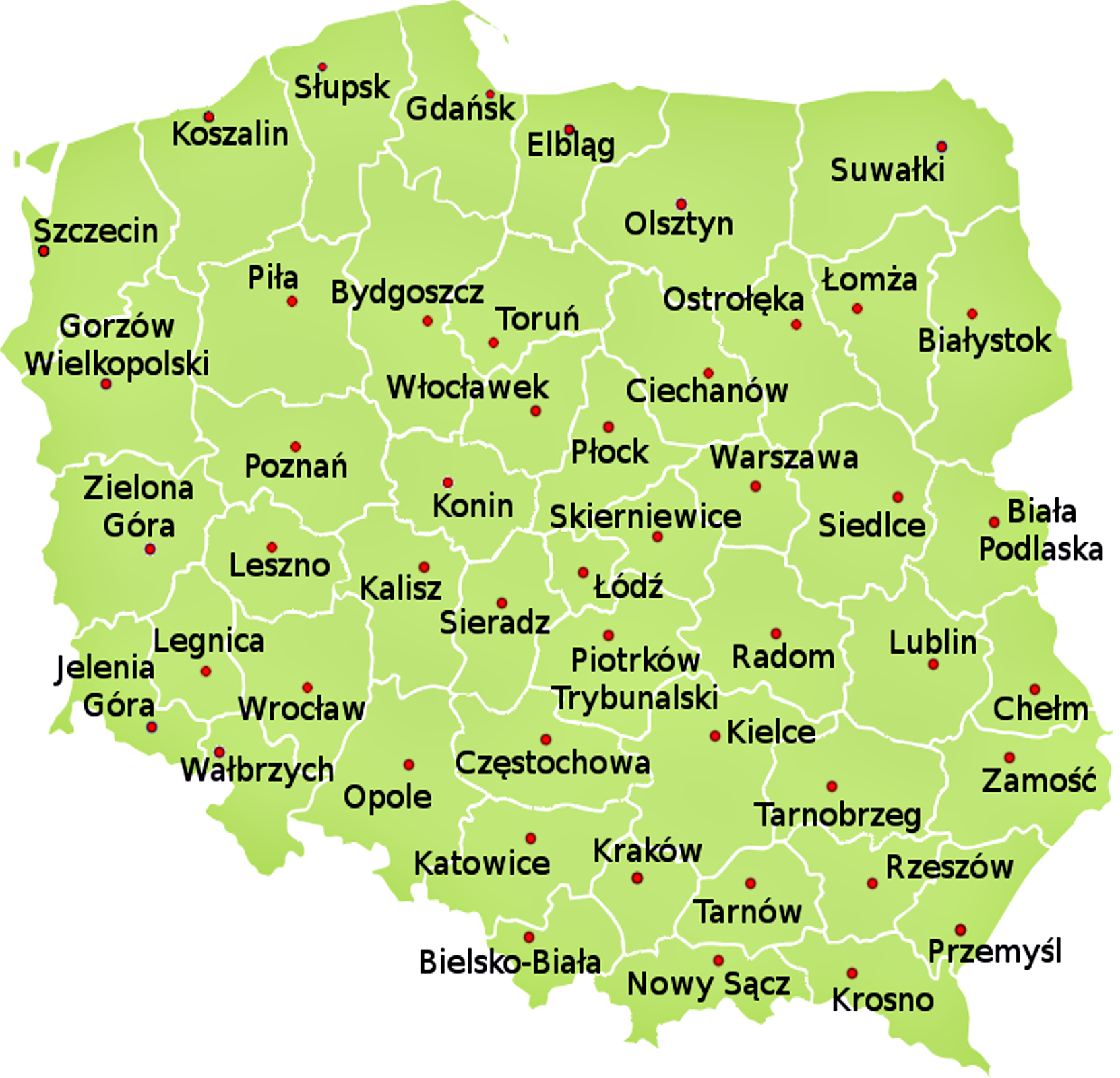
Podział administracyjny Polski w latach 1975–1998

### Podziały administracyjne w czasach PRL
Tak, jak po 1918 roku przed II Rzeczpospolitą stało wyzwanie zatarcia granic rozbiorowych i ich skutków, tak przed nową Polską Ludową stanęło zadanie scalenia Ziem Odzyskanych z resztą kraju. Obok problemów migracyjnych i związanych z odbudową olbrzymich zniszczeń wojennych, należało ustanowić administrację nad nowo objętymi prowincjami.

#### 1944–1975
Pod względem koncepcji podział administracyjny był kontynuacją tego z czasów Polski przedwojennej, gdzie główną jednostką administracyjną pozostawało średniej wielkości województwo. Odpadły od Polski województwa zabużańskie, które przejął ZSRR, między pozostałymi w latach 1945–1946 dokonano pewnych przesunięć i utworzono nowe, dla ziem poniemieckich. Z części ziem dawnego województwa lwowskiego, które pozostały przy Polsce utworzono województwo rzeszowskie, które dodatkowo poszerzono o wschodnie powiaty województwa krakowskiego; Z kolei województwo krakowskie poszerzono na północ kosztem województwa kieleckiego, co postulowano jeszcze przed wojną, jako zatarcie granicy między Galicją a Kongresówką; Łódź podniesiono do statusu miasta na prawach województwa (podobny status miała już wcześniej Warszawa, jako miasto stołeczne); z województwa pomorskiego wydzielono województwo gdańskie, które objęło północną część Pomorza Wschodniego i dawną ziemię malborską; województwo białostockie okrojone od wschodu granicą państwową poszerzono o wschodnią część Mazur i Mazowsza (Łomża), dzieląc tym samym Kurpie na pół. Tereny Ziem Odzyskanych początkowo były zarządzane jako okręgi, dopiero 28 czerwca 1946 roku utworzono 3 nowe województwa: wrocławskie (obejmujące większość Dolnego Śląska z ziemią kłodzką i polskimi fragmentami Łużyc), szczecińskie (objęło w przybliżeniu całe polskie Pomorze Zachodnie i północne krańce dawnej Wielkopolski) i olsztyńskie (na polskiej części przejętych Prus Wschodnich poza krańcami zachodnimi i wschodnimi, które przypadły województwu gdańskiemu i białostockiemu). Ponadto województwo poznańskie poszerzono na zachód aż do granicy państwowej przyłączając tereny nad dolną Wartą i środkową Odrą (niegdyś północne krańce Dolnego Śląska i wschodnia część ziemi lubuskiej), a województwo śląskie o cały Górny Śląsk, jaki znalazł się w polskich granicach, wraz z Opolem oraz o Zagłębie Dąbrowskie po raz pierwszy łącząc obydwa sąsiadujące ze sobą okręgi przemysłowe. Co charakterystyczne, zachowano początkowo dawne nazewnictwo województw więc pomorskie i śląskie, jako jedyne nadal miały nazwy historyczne. Przy czym województwo śląskie nazywano również zagłębiowsko-śląskim bądź śląsko-dąbrowskim i obejmowało zaledwie fragment tej dzielnicy i to bez jej historycznej stolicy – Wrocławia. Natomiast województwo pomorskie składało się w większości z ziem niepomorskich, stolicę miało w kujawskiej Bydgoszczy i nawet nie miało dostępu do morza. Domknięciem powojennej organizacji regionalnej państwa była ustawa z 1950 roku, która utworzyła na Ziemiach Odzyskanych kolejne 3 województwa: zielonogórskie, wydzielone z zachodniej części poznańskiego, opolskie, wydzielone z województwa śląskiego i koszalińskie wydzielone z kolei ze szczecińskiego. Przy okazji zmieniono nazwę województwa śląskiego na katowickie i pomorskiego na bydgoskie i odtąd aż do końca istnienia PRL wszystkie województwa miały nazwy utworzone od nazw miast stołecznych, a całkowicie zarzucono historyczne nazwy dawnych prowincji i ziem. W kolejnych latach dochodziło do dalszych licznych, ale mniejszych zmian granic między województwami, dodatkowo w 1957 roku status miast wydzielonych uzyskały Kraków, Poznań i Wrocław, przez co liczba głównych jednostek terytorialnych wzrosła do 22. Co ciekawe, w mediach i publicystyce bardzo często stosowano nazwy historyczne przypisując je województwom, co wprowadzało nazewniczy zamęt. Województwo warszawskie nazywano zamiennie mazowieckim, a poznańskie – wielkopolskim, choć nie pokrywały się one z historycznymi granicami tych dzielnic. Jeszcze większa rozbieżność dotyczyła województwa krakowskiego, które nazywano małopolskim i Śląska, którym to mianem uporczywie nazywano tylko województwo katowickie, a Katowicom przypisywano rolę „stolicy” czy „serca” Śląska, podczas gdy był nią przecież Wrocław. W ten sam sposób Zielona Góra awansowała na „stolicę” ziemi lubuskiej, choć przecież było to miasto (dolno)śląskie. Po roku 1999 ten sam problem miał już oficjalnie dotknąć nowego nazewnictwa województw.

#### 1975–1998
W roku 1975 weszła kolejna, tym razem rewolucyjna zmiana w administracji: w miejsce 17 dotychczasowych „dużych” województw i 5 miast wydzielonych powołano 49 „małych” województw, które nie dzieliły się już na powiaty, a bezpośrednio na gminy. Podział administracyjny stał się więc dwustopniowy. Małe województwa, choć bardziej przypominały rozmiarami większość województw przedrozbiorowych miały wykrojone zupełnie nowe granice z zazwyczaj dość centralnie położoną stolicą wojewódzką. Ich powołanie realizowało jeden z postulatów już przedwojennych stworzenia jednostek bliższych roli, jaką mogły sprawować średnie miasta. Nie poszedł za tą zmianą jednak inny ważny postulat – powołania stopnia wyższego od województwa – prowincji. Z tego powodu, choć małe województwa podniosły status wielu, teraz „wojewódzkich” ośrodków, to nie spełniał roli regionotwórczej i nie przywracał historycznej pamięci o przynależności regionalnej dawnych prowincji. Dlatego też po upadku władzy komunistycznej i odzyskaniu pełni suwerenności (1989–90) rozgorzała w III RP dyskusja nad przywróceniem większych województw lub prowincji.

Podział kraju na województwa wprowadzony w 1999 roku

## Regiony i ich percepcja w III RP

### Pierwsze projekty reform
Na przełomie 1990/1991 utworzono Zespół do Opracowania Koncepcji Zmian w Organizacji Terytorialnej Państwa, a zamiar przeprowadzenia reformy ogłoszono 16 lutego 1991. Premier Jan Krzysztof Bielecki stwierdził wówczas, że kraj powinien zostać podzielony na 10–12 dużych jednostek terytorialnych. W latach 1990–1992 powstało ponad 20 koncepcji zmiany podziału administracyjnego kraju. Wśród autorów zarysował się podział na zwolenników utworzenia 25–40 jednostek zbliżonych do dotychczasowych województw oraz zwolenników utworzenia 7–13 dużych, względnie autonomicznych regionów. Autorzy kierowali się kryteriami ustrojowymi i funkcjonalnymi, czynnikami cywilizacyjnymi i gospodarczymi, przeszłością historyczną i odrębnością etniczno-kulturową ludności oraz czynnikami geograficzno-przyrodniczymi. We wszystkich projektach jako ośrodki regionalne wskazywano Warszawę, Gdańsk, Kraków, Wrocław, Poznań i Szczecin, a w większości także Katowice, Łódź, Lublin, Białystok, Rzeszów i Olsztyn.
Po zmianie władzy w 1993 prace nad reformą zarzucono. Dopiero w kwietniu 1997 Rada Ministrów przyjęła Program decentralizacji funkcji państwa i rozwoju samorządu terytorialnego – Państwo sprawne, przyjazne, bezpieczne, przewidujący reformę administracyjną z utworzeniem 12 województw. Pomysł był krytykowany przez wchodzący w skład koalicji rządzącej PSL, który był zdecydowanym przeciwnikiem reformy – w czerwcu 1997 marszałek Senatu Adam Struzik wydał broszurę My tego nie chcemy krytykującą planowane zmiany.

### Reforma roku 1999
Po wyborach w 1997 rząd Jerzego Buzka zdecydował się przyspieszyć prace nad reformą. W marcu 1998 do Sejmu wpłynął rządowy projekt przewidujący podział kraju na 12 województw: białostockiego, dolnośląskiego, lubelskiego, łódzkiego, małopolskiego zachodniego, małopolskiego wschodniego, pomorskiego nadwiślańskiego, pomorskiego zachodniego, wielkopolskiego, górnośląskiego i warmińsko-mazurskiego. Województwa miały więc nie tylko pełnić rolę regionotwórczą, ale również poprzez nawiązanie do historycznych nazw przywrócić poczucie przynależności do tradycyjnych polskich prowincji.
Jednocześnie znajdujący się w opozycji Sojusz Lewicy Demokratycznej zaproponował, aby liczba województw wynosiła 17 i odpowiadała podziałowi sprzed 1975 roku, ale z nowymi nazwami: Ziemia Białostocka, Dolny Śląsk, Górny Śląsk, Kujawy i Pomorze, Ziemia Lubelska, Ziemia Lubuska, Ziemia Łódzka, Ziemia Opolska, Małopolska, Staropolskie (obejmujące dawną ziemię sandomierską oraz Częstochowę i Radom), Małopolska Wschodnia, Mazowsze, Pomorze Gdańskie, Pomorze Środkowe, Pomorze Zachodnie, Warmia i Mazury oraz Wielkopolska. 4 maja 1998 Sejm skierował obydwa projekty do pracy w komisjach. Pojawiła się też koncepcja 25 średnich województw, proponowana m.in. przez Jana Łopuszańskiego, marszałek senatu Alicję Grześkowiak i niektórych senatorów, a także mniej popularne koncepcje z innymi liczbami województw. Za zaniechaniem reformy i pozostawieniem wariantu 49 województw opowiadali się głównie politycy PSL, którzy proponowali skupienie istniejących województw w zrzeszenia regionalne.
Sejm na posiedzeniu w dniu 5 czerwca 1998 uchwalił ustawę przewidującą 12 województw, którą następnie przekazał Senatowi. Senat zdecydował o dodaniu trzech województw – kujawsko-pomorskiego, lubuskiego i opolskiego. 1 lipca 1998 poprawki zostały zaakceptowane przez Sejm, który uchwalił ustawę z 15 województwami, przekazaną do podpisu prezydentowi RP. Aleksander Kwaśniewski zawetował ustawę, twierdząc, że przy ustalaniu reformy nie można pomijać regionów staropolskiego ani środkowopomorskiego. Po rozmowach z przedstawicielami wszystkich partii ustalono kompromisowy projekt z 16 województwami (dodano województwo świętokrzyskie, ale zrezygnowano ze środkowopomorskiego). 24 lipca 1998 została ostatecznie uchwalona, a następnie podpisana przez prezydenta Kwaśniewskiego ustawa przewidująca 16 województw. Zmieniono nie tylko liczbę województw, ale też ostateczne nazwy niektórych z nich.

### Współczesne województwa i ich nazwy na tle historycznych regionów
Reforma z 1999 roku przywróciła województwa wielkością zbliżone do tych sprzed 1975 roku i z czasów II RP, nadała im jednak nazwy nawiązujące w większości do dawnych, przedrozbiorowych określeń prowincji i ziem, które pierwotnie oznaczały inne terytoria. Skutkiem takiego wyboru stała się znacząca rozbieżność znaczeniowa między tradycyjnym a obecnym rozumieniem poszczególnych nazw. Trzy województwa: świętokrzyskie, podkarpackie i łódzkie nie otrzymały nazw nawiązujących do prowincji czy ziem dawnej Polski. Dwa pierwsze otrzymały miana czysto geograficznego pochodzenia, które wcześniej nie występowały ani w administracji, ani wśród pojęć etnograficznych. Łódzkie zaś zachowało nazwę od głównego miasta, gdyż nie zdecydowano się na przywrócenie miana tradycyjnie nawiązującego do dawnych stolic tych ziem (Łęczycy i Sieradza). Oprócz łódzkiego jeszcze dwa województwa otrzymały nazwy od swych stolic: lubelskie i opolskie. W tych wypadkach jednak pewne nawiązania historyczne są. W przypadku lubelskiego oczywiste – w I Rzeczypospolitej istniała ziemia lubelska, a od 1474 roku województwo lubelskie. W przypadku opolskiego jest to mniej oczywiste, ponieważ Opole było w czasach nowożytnych stolicą Górnego Śląska, a nie prowincji opolskiej, ale w okresie rozbicia dzielnicowego funkcjonowało księstwo opolskie lub opolsko-raciborskie, precedens więc istniał.
Rozbieżności te budzą kontrowersje, zwłaszcza wśród mieszkańców ziem i miejscowości „przypisanych” do regionów, z którymi się nie identyfikują. Stąd liczne pomysły zmiany przynależności wojewódzkiej, utworzenia dodatkowego województwa, lub chociaż zmiany nazwy dotychczasowego. Przykładowo część mieszkańców małopolskich ziem województwa śląskiego (Zagłębie Dąbrowskie, Zagłębie Krakowskie, Częstochowa, Żywiecczyzna) chce zmiany nazwy województwa na śląsko-małopolskie. Wśród Kaszubów powstał pomysł przemianowania nazwy województwa na pomorsko-kaszubskie. Mieszkańcy Radomia nie chcą „mazowieckiego zaboru” i zastanawiają się nad połączeniem z województwem świętokrzyskim w nowe województwo staropolskie.
Poniższa tabela zawiera informacje, jakie obszary historyczne obejmują poszczególne województwa, a jakie części ich głównych krain znalazły się poza ich granicami (ilustracją do niej jest mapa zamieszczona na początku całego artykułu).
| Województwo         | Siedziba władz                   | Herb | Tradycyjna stolica prowincji/ziemi | Regiony składające się na obszar województwa | Części regionów poza granicami |
| ------------------- | -------------------------------- | ---- | --- | --- | --- |
| dolnośląskie        | Wrocław                          |      | Wrocław (Śląsk, Dolny Śląsk) | Główną część stanowią ziemie Dolnego Śląska; dodatkowo obejmuje ono ziemię kłodzką i na zachodzie wschodnie fragmenty Łużyc Górnych | Wschodnie obszary Dolnego Śląska (z Nysą, Brzegiem i Namysłowem) są w woj. opolskim, północno-zachodnie (od Zielonej Góry po Świebodzin) w woj. lubuskim, niewielki fragment północno-wschodni w woj. wielkopolskim |
| kujawsko-pomorskie  | Bydgoszcz Toruń                  |      | Włocławek, Kruszwica (Kujawy)Dobrzyń nad Wisłą (ziemia dobrzyńska) Brześć Kujawski (ziemia brzeskokujawska) Chełmno (ziemia chełmińska) Kalisz (ziemia kaliska) | Prawie połowę powierzchni zajmują historyczne Kujawy (z ziemią dobrzyńską); północna część stanowią ziemie Pomorza Wschodniego (z ziemią chełmińską); zachodnie pogranicze to historyczna Wielkopolska | Niewielkie skrawki Kujaw znajdują się w woj. wielkopolskim, a ziemi dobrzyńskiej w woj. mazowieckim. Większość Pomorza Wschodniego znajduje się w woj. pomorskim, natomiast Wielkopolski – w woj. wielkopolskim, zachodniopomorskim i lubuskim.                                                                        |
| lubelskie           | Lublin                           |      | Kraków (Małopolska) Lublin (ziemia lubelska) Lwów (Ruś Czerwona)                                                                                                | Blisko połowę powierzchni województwa stanowi historyczna Małopolska (w tym prawie cała ziemia lubelska i fragmenty ziemi sandomierskiej); ponad 1/3 to dawne ziemie Rusi Czerwonej: chełmska i bełska; na północy znajduje się zachodni kraniec Polesia (ziemia brzeska) i drobny skrawek Podlasia (ziemia drohicka)              | Południowe krańce ziemi lubelskiej znajdują się w woj. podkarpackim, a północne (Siedlce) w mazowieckim |
| lubuskie            | Gorzów Wielkopolski Zielona Góra |      | Wrocław (Śląsk, Dolny Śląsk) Lubusz (ziemia lubuska) Poznań (Wielkopolska, ziemia poznańska) Chociebuż (Dolne Łużyce)                                           | Południowa część, stanowiąca blisko połowę powierzchni, to historyczne ziemie śląskie (Dolny Śląsk); środkowo-zachodnie tereny to prawobrzeżna część ziemi lubuskiej; wschodnie pogranicze należało niegdyś do Wielkopolski, południowo-zachodnie do Łużyc Dolnych, a krańce północne do Pomorza Zachodniego                       | Lewobrzeżna część ziemi lubuskiej wraz z Lubuszem oraz większość Dolnych Łużyc z Chociebużem znajdują się po stronie niemieckiej |
| łódzkie             | Łódź                             |      | Łęczyca (ziemia łęczycko-sieradzka, ziemia łęczycka) Sieradz (ziemia sieradzka) Wieluń (ziemia wieluńska)                                                       | Centralny trzon ziem (3/4 powierzchni) stanowi historyczna ziemia łęczycko-sieradzka; północno-wschodnie pogranicze to Mazowsze (fragmenty ziemi rawskiej, sochaczewskiej i gostynińskiej); tereny po prawej stronie Pilicy (m.in. Opoczno) natomiast to część ziemi sandomierskiej                                                | Zachodnie części ziemi łęczyckiej, sieradzkiej i wieluńskiej znajdują się w woj. wielkopolskim, południowy fragment ziemi sieradzkiej jest w woj. śląskim, południowy fragment ziemi wieluńskiej jest w woj. opolskim i w woj. śląskim, a północny skrawek ziemi łęczyckiej jest w woj. mazowieckim (pow. gostyniński) |
| małopolskie         | Kraków                           |      | Kraków (Małopolska, ziemia krakowska) | Prawie w całości składa się z ziem historycznej Małopolski (większość ziemi krakowskiej, południowe krańce ziemi sandomierskiej), jedynie na pograniczu ze Słowacją znajdują się niewielkie fragmenty Spisza i Orawy | Północno-zachodnia część ziemi krakowskiej (Częstochowa) oraz Żywiecczyzna znajdują się w woj. śląskim, skrawki północne w woj. świętokrzyskim, a południowo-wschodnie w podkarpackim, patrząc na Małopolskę jako całość to poza województwem znajduje się olbrzymia większość jej ziem                                |
| mazowieckie         | Warszawa                         |      | Płock (Mazowsze, ziemia płocka) Czersk (Mazowsze, ziemia czerska) Warszawa (Mazowsze, ziemia warszawska) Sandomierz (ziemia sandomierska)                       | Blisko 3/4 powierzchni zajmuje historyczne Mazowsze; południowa część z Radomiem to północne krańce historycznej Małopolski (ziemia sandomierska), na wschodzie znajduje się też południowa część dawnego Podlasia (ziemi mielnickiej i drohickiej), na zachodnim pograniczu znajdują się skrawki dawnych Kujaw i ziemi łęczyckiej | Północno-wschodnia część Mazowsza (ziemia łomżyńska i wiska) znalazła się w woj. podlaskim, część południowo-zachodnia (część ziemi rawskiej, sochaczewskiej i gostynińskiej) w woj. łódzkim, niewielki skrawek północny w woj. warmińsko-mazurskim, a południowo-wschodni w lubelskim                                 |
| opolskie            | Opole                            |      | Wrocław (Śląsk, Dolny Śląsk) Opole (Górny Śląsk) | Prawie w całości zawiera się w historycznych granicach Śląska (zachodnie pogranicze to Dolny Śląsk, część środkowa i wschodnia – Górny); na północy znajduje się fragment ziemi wieluńskiej (Praszka) | Wschodnia część Górnego Śląska, którego Opole było stolicą znajduje się w woj. śląskim |
| podkarpackie        | Rzeszów                          |      | Lwów (Ruś Czerwona) Sandomierz (ziemia sandomierska) Kraków (Małopolska)                                                                                        | Ponad połowę terytorium stanowią ziemie dawnej Rusi Czerwonej: sanocka, przemyska i część bełskiej, reszta to część Małopolski (głównie ziemia sandomierska, a także wschodni kraniec ziemi krakowskiej, i południowy lubelskiej)                                                                                                  | Większość dawnej Rusi Czerwonej znajduje się po stronie ukraińskiej, a ziemi sandomierskiej w woj. świętokrzyskim |
| podlaskie           | Białystok                        |      | Drohiczyn (Podlasie, ziemia drohicka) Suwałki (Suwalszczyzna) Grodno (Grodzieńszczyzna) Łomża (ziemia łomżyńska) Wizna (ziemia wiska)                           | Mniej więcej w tej samej części składa się z ziem dawniej litewskich: Suwalszczyzny i Grodzieńszczyzny, co z historycznego Podlasia; zawiera też wschodnie rubieże Mazowsza: ziemię łomżyńską i wiską | Południowa część Podlasia znajduje się w woj. mazowieckim (skrawek też w lubelskim), większa część Grodzieńszczyzny jest poza wschodnią granicą Polski (pogranicze Białorusi i Litwy), podobnie północna część Suwalszczyzny, która znajduje się po stronie litewskiej                                                 |
| pomorskie           | Gdańsk                           |      | Gdańsk (Pomorze Wschodnie, Pomorze Gdańskie)Słupsk (ziemia słupska)                                                                                             | Główną część stanowią ziemie Pomorza Wschodniego (Nadwiślańskiego), ale znajdują się tu również wschodnie połacie Pomorza Zachodniego (ziemia słupska), wschodni kraniec dawnych Prus Górnych (Kwidzyn) i niewielkie skrawki Wielkopolski (Krajny)                                                                                 | Południowa część Pomorza Wschodniego wraz z ziemią chełmińską znajduje się w woj. kujawsko-pomorskim, zachodni skrawek w woj. zachodniopomorskim, a wschodnie fragmenty (Elbląg, ziemia lubawska) w woj. warmińsko-mazurskim                                                                                           |
| śląskie             | Katowice                         |      | Wrocław (Śląsk) Opole (Górny Śląsk) Kraków (Małopolska, ziemia krakowska)                                                                                       | Nieco ponad połowę powierzchni stanowią ziemie historycznie górnośląskie, większość pozostałych to zachodnie fragmenty Małopolski (Częstochowa, Zagłębie Dąbrowskie, Zagłębie Krakowskie, Żywiecczyzna), północne krańce to część ziemi sieradzkiej (Koniecpol, Cegielnia, Lubojna) i ziemi wieluńskiej (Starokrzepice, Popów)     | Zachodnia część Górnego Śląska znajduje się w woj. opolskim, a większość całego Śląska także w woj. dolnośląskim, lubuskim, wielkopolskim i częściowo w Czechach |
| świętokrzyskie      | Kielce                           |      | Kraków (Małopolska, ziemia krakowska) Sandomierz (ziemia sandomierska)                                                                                          | W całości położone w obrębie Małopolski (większość to ziemia sandomierska, jedynie na południowym zachodzie fragment ziemi krakowskiej) | Fragmenty ziemi sandomierskiej znajdują się również w woj. łódzkim, mazowieckim, lubelskim, podkarpackim i małopolskim |
| warmińsko-mazurskie | Olsztyn                          |      | Królewiec (Prusy Książęce) Ełk (Mazury) Lidzbark Warmiński (Warmia)                                                                                             | Blisko 3/4 powierzchni stanowią krainy dawnych Prus Książęcych: Mazury, Prusy Górne, Prusy Dolne; ponadto w skład wchodzi w całości Warmia i wschodnie fragmenty dawnych Prus Królewskich: część ziemi malborskiej i ziemia lubawska; na południu znajduje się przygraniczny skrawek Mazowsza                                      | Zachodni kraniec Prus Książęcych (Kwidzyn) znajduje się w woj. pomorskim, północna część krainy w Rosji (Obwód królewiecki) |
| wielkopolskie       | Poznań                           |      | Poznań (Wielkopolska, ziemia poznańska) Kalisz (ziemia kaliska) Łęczyca (ziemia łęczycko-sieradzka)                                                             | Olbrzymią większą obszaru obejmują historyczne ziemie Wielkopolski: poznańska i kaliska; na wschodzie obejmuje także fragmenty ziemi łęczycko-sieradzkiej, na południu niewielki obszar pograniczny Dolnego Śląska, na północy skrawki Pomorza Zachodniego i Kujaw                                                                 | Zachodnie pogranicze Wielkopolski (Międzyrzecz) i na południu ziemia wschowska znalazły się w woj. lubuskim, północne (ziemia wałecka) w woj. zachodniopomorskim, północno-wschodni pas w woj. kujawsko-pomorskim, z niewielkim skrawkiem w woj. pomorskim                                                             |
| zachodniopomorskie  | Szczecin                         |      | Szczecin (Pomorze Zachodnie) | Pomorze Zachodnie stanowi większość terytorium, jedynie na południu znajdują się fragmenty Wielkopolski (ziemia wałecka), a na południowym wschodzie skrawek Pomorza Wschodniego | Wschodnia część Pomorza Zachodniego (ziemia słupska) znajduje się w woj. pomorskim, zachodnia (ziemia wołogoska i część szczecińskiej) w Niemczech, niewielki fragment w woj. wielkopolskim |

## Lista regionów historycznych w obecnych granicach Polski
W obecnych granicach Polski, ustalonych po roku 1945 znajdują się następujące (niektóre tylko częściowo) regiony historyczne:

### Tradycyjne regiony uformowane w średniowieczu i wczesnej nowożytności (X–XVIII wiek)[e]
1. Wielkopolska
  - Ziemia kaliska
    1. Krajna[f]

  - Ziemia poznańska
    1. Ziemia wschowska

  - Ziemia gorzowska (kasztelania santocka)
  - Ziemia międzyrzecka
2. Kujawy
  - Ziemia dobrzyńska[g]
3. Ziemia łęczycko-sieradzka
  - Ziemia łęczycka
  - Ziemia sieradzka
    1. Ziemia wieluńska
4. Mazowsze
  - ziemie przedrozbiorowego województwa płockiego
    1. ziemia płocka
    2. ziemia zawkrzeńska

  - ziemie przedrozbiorowego województwa rawskiego
    1. ziemia rawska
    2. ziemia sochaczewska
    3. ziemia gostynińska

  - ziemie przedrozbiorowego województwa mazowieckiego
    1. ziemia czerska
    2. ziemia warszawska
    3. ziemia zakroczymska
    4. ziemia ciechanowska
    5. ziemia łomżyńska
    6. ziemia wiska
    7. ziemia różańska
    8. ziemia nurska
    9. ziemia liwska
    10. ziemia wyszogrodzka
5. Podlasie[h]
  - Ziemia drohicka
  - Ziemia mielnicka
  - Ziemia bielska
  - Ziemia białostocka
6. Litwa[i]
  - Suwalszczyzna[j]
7. Ruś Czarna[k]
  - Grodzieńszczyzna[l]
8. Polesie[m]
  - Ziemia brzeska
9. Małopolska
  - Ziemia krakowska
  - Ziemia sandomierska
    1. Ziemia radomska
    2. Ziemia stężycka

  - Ziemia lubelska lub Lubelszczyzna
    1. Ziemia łukowska
10. Ruś Czerwona lub Grody Czerwieńskie[n]
  - Ziemia chełmska
  - Ziemia przemyska
  - Ziemia sanocka
  - Ziemia bełska
11. Spisz[o][118] i Orawa[p][119]
12. Śląsk[q]
  - Dolny Śląsk
  - Górny Śląsk
    1. Śląsk Cieszyński
13. Ziemia kłodzka[r][120]
14. Łużyce[s][121]
  - Dolne Łużyce
  - Górne Łużyce (Milsko)
15. Ziemia lubuska[t]
  - Ziemia kostrzyńska
  - Ziemia kiniecka
  - Ziemia słubicka
  - Ziemia sulęcińska
  - Ziemia torzymska
16. Brandenburgia
  - Nowa Marchia[u]
17. Pomorze[v]
  - Pomorze Zachodnie[v]
    1. Ziemia słupsko-sławieńska
    2. Ziemia lęborsko-bytowska
    3. Pomorze Przednie
    4. Pomorze Tylne

  - Pomorze Wschodnie (od 1466 roku znane również jako Prusy Królewskie)
    1. Pomorze Gdańskie
    2. Ziemia chełmińska
      - Ziemia lubawska
      - Ziemia michałowska
18. Prusy[w]
  - Prusy Królewskie[x]
    1. Ziemia malborska[y][122]
    2. Warmia

  - Prusy Książęce
    1. Prusy Dolne[z][123]
    2. Prusy Górne

  - Prusy plemienne
    1. Pomezania
    2. Pogezania
    3. Sasinia
    4. Warmia[aa]
    5. Natangia[ab]
    6. Galindia
    7. Barcja[ac]
    8. Nadrowia[ad]
    9. Jaćwież[ae]

### Regiony doby rozbiorowej (1772–1918)
W Prusach:
- Prusy Wschodnie
- Prusy Zachodnie
- Okręg notecki
- Prusy Nowowschodnie
- Prusy Południowe
- Nowy Śląsk
- Wielkie Księstwo Poznańskie / Prowincja Poznańska

W Rosji:
- Królestwo kongresowe (Kongresówka)
- Ziemie zabrane (Kraj Zabrany)
  - Obwód białostocki

W Austrii (od 1867 Austro-Węgrzech):
- Galicja
  - Galicja Wschodnia
  - Galicja Zachodnia
    - Wielkie Księstwo Krakowskie
- Nowa Galicja (Galicja Zachodnia)[af]

## Regiony wchodzące okresowo w skład dawnej Polski
Poza wschodnimi granicami Polski ustalonymi w 1945 pozostają krainy historyczne (lub ich części), które znajdowały się na terytorium Rzeczypospolitej do czasu rozbiorów (1772–1795) oraz na terytorium II Rzeczypospolitej do czasu zawarcia porozumień między mocarstwami wielkiej trójki (1943–1945). Należą do nich:
- Inflanty
  - Inflanty Polskie
  - Kurlandia i Semigalia
  - Ziemia piltyńska
- Żmudź
- Auksztota
- Dzukia
  - Wileńszczyzna
- Ruś Czarna
  - Grodzieńszczyzna
- Ruś Biała
- Ruś Nowogrodzka
- Ziemia smoleńska
- Podole
- Pokucie
- Wołyń
- Ukraina (Naddnieprze)
  - Ukraina Lewobrzeżna (Zadnieprze)
  - Ukraina Prawobrzeżna
  - Bracławszczyzna
- Zaporoże
- Mołdawia